# Microsoft Surface
Microsoft Surface [ˈsɜːrfɪs] (von engl. surface, Oberfläche) ist die Hardwaresparte des US-amerikanischen Unternehmens Microsoft, die vor allem durch die Tablet-PC-Familie, die am 18. Juni 2012 von Steve Ballmer erstmals vorgestellt wurde, bekannt ist.

## Surface RT

### Surface RT
Dieses Gerät der ersten Generation besitzt einen multi-touch-fähigen 10,6-Zoll-Bildschirm mit einem Seitenverhältnis von 16:9. Das Gehäuse mit ausklappbarem Ständer besteht aus einer „VaporMg“ genannten Magnesiumlegierung und enthält je zwei Mikrofone und Lautsprecher sowie je eine Kamera an der Vorder- und Rückseite. Der Bildschirm ist mit Corning Gorilla Glass 2.0 verglast. Auch haben beide Versionen die Zwei-Antennen-Konfiguration für W-LAN nach den Standards 802.11 a/b/g/n gemeinsam.
Die technisch einfachere Ausführung des Surface namens Surface RT basiert auf einem Nvidia-Tegra-3-ARM-SoC (1,3 GHz Taktfrequenz) mit integrierter Nvidia GeForce Ultra Low Power (ULP) Grafikkarte und 2 GB RAM Arbeitsspeicher. Sie läuft unter Windows RT und wird mit Microsoft Office 2013 Home & Student RT (Word 2013 RT, Excel 2013 RT, PowerPoint 2013 RT, OneNote 2013 RT und ab Windows RT 8.1 auch Outlook) ausgeliefert. Die Office-Programme in der RT-Version unterstützen aber keine Makros, Add-ons und Funktionen, die ActiveX benötigen. E-Mail-Anwendungen wie Mozilla Thunderbird oder Opera Mail lassen sich nicht nachrüsten. Hierzu wird eine Mail-App aus dem Windows Store (Anmeldung über Microsoft-Konto) benötigt oder ist bereits vorinstalliert. Das Tablet wiegt 680 g und ist 9,3 mm dick. Der 10,6-Zoll-„Cleartype“-Bildschirm hat eine Auflösung von 1366 × 768 Pixeln (WXGA). Das Surface RT ist in zwei Speichervarianten mit 32 und 64 GB erhältlich. Als Anschlussmöglichkeiten gibt es einen USB-2.0-Anschluss, einen HD-Video-Out-Port (µHDMI, separater Adapter für HDMI- und VGA-Anschluss notwendig) und einen Einschub für microSDXC-Karten.

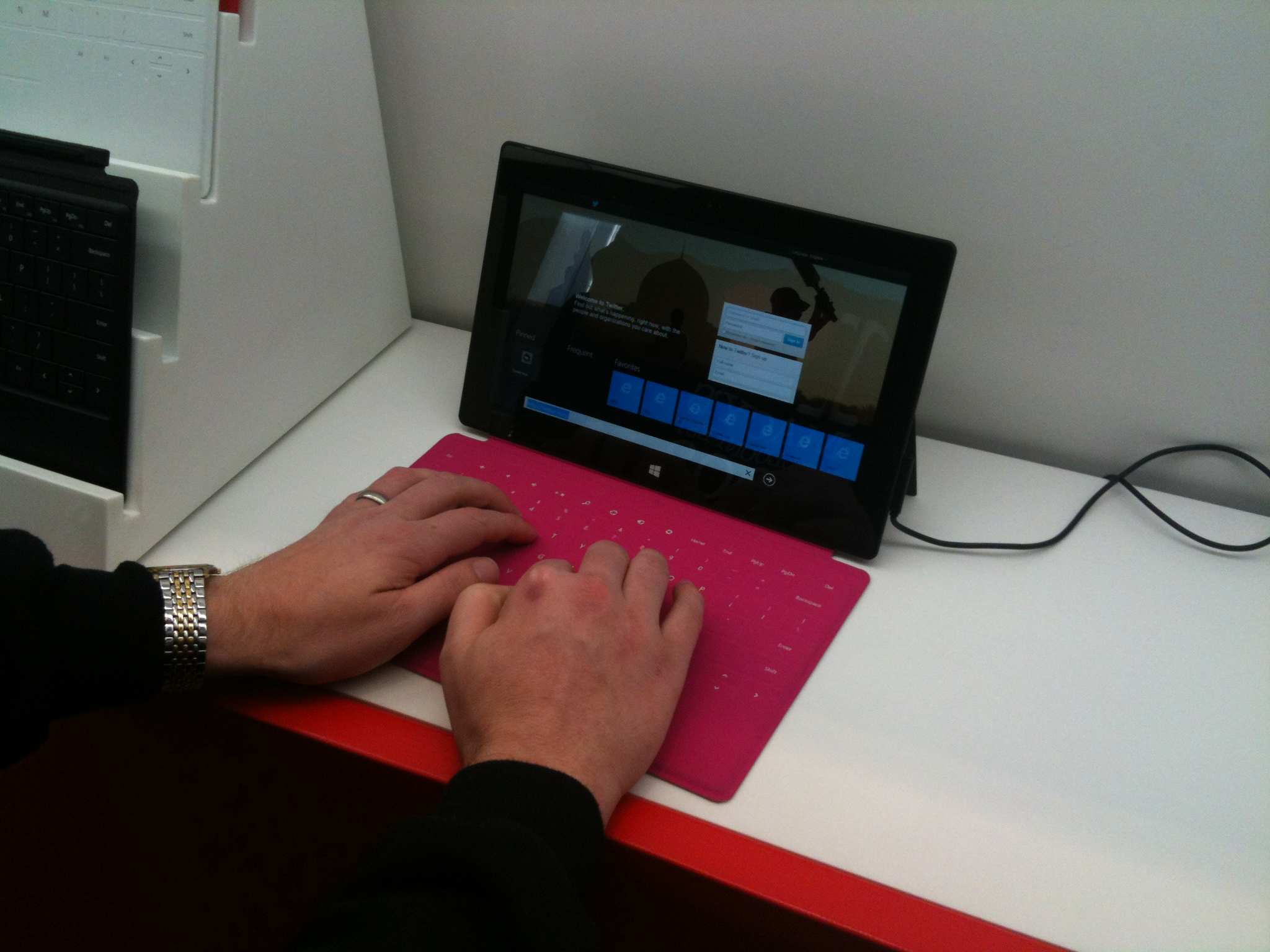
Surface RT mit Touch Cover (Tastaturersatz ohne Druckpunkt)
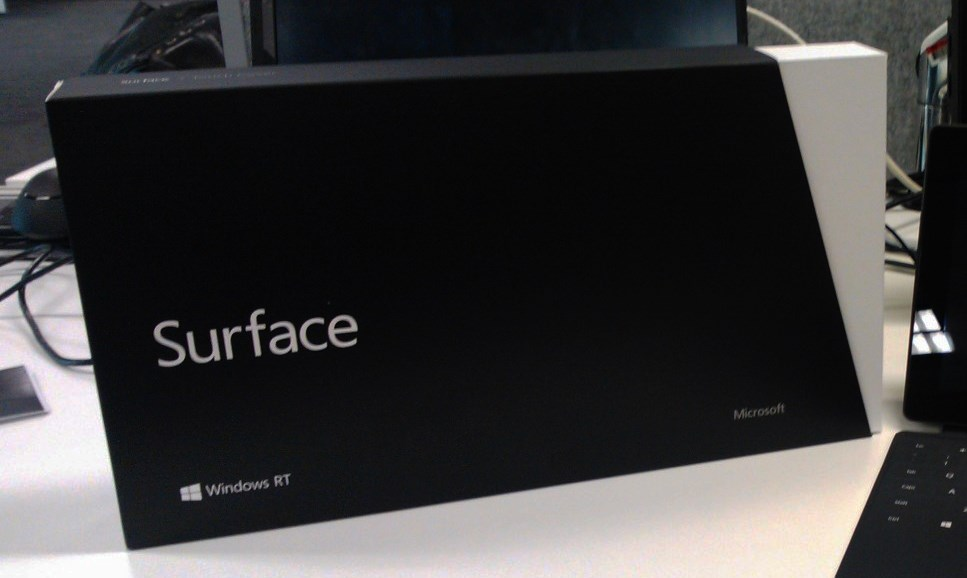
Verpackung des Surface RT

### Surface 2
Diese zweite Generation der Surface-Tablets wurde am 23. September 2013 von Microsoft vorgestellt. Das Geräte erschienen am 22. Oktober 2013.
Der Nachfolger des Surface RT heißt Surface 2 und wird mit dem Betriebssystem Windows RT 8.1 ausgeliefert. Das Surface 2 ist dünner (9 mm) und leichter (676 g) als sein Vorgänger (9,3 mm, 680 g) und nun ausschließlich in der Farbe Silber erhältlich, der Ständer auf der Rückseite lässt sich nun in zwei Winkeln aufstellen. Als Prozessor wird ein Tegra 4 von Nvidia mit 1,7 GHz Taktfrequenz und 2 GB Arbeitsspeicher verwendet. Neben einem USB-3.0 -Anschluss und Bluetooth 4.0 besitzt das Tablet einen Full-HD-Bildschirm. Eine weitere Neuerung sind die verbesserten Kameras: eine 3,5-Megapixel-Kamera auf der Vorderseite und eine mit 5 Megapixeln auf der Rückseite sowie einem 1/3 Zoll großen Sensor, der stark verbesserte Bildqualität auch bei wenig Licht ermöglichen soll.

### Surface 3
Das Surface 3 ist seit dem 7. Mai 2015 in Deutschland erhältlich, es ist in vier Ausführungen verfügbar:
- 64 GiB SSD, 2 GB RAM, Wi-Fi (UVP: 599 €)
- 64 GiB SSD, 2 GB RAM, Wi-Fi und 4G LTE (UVP: unbekannt)
- 128 GiB SSD, 4 GB RAM, Wi-Fi (UVP: 719 €)
- 128 GiB SSD, 4 GB RAM, Wi-Fi und 4G LTE (UVP: unbekannt)

Die Bildschirmdiagonale beträgt 10,8 Zoll (ca. 27 cm), die Auflösung 1920 × 1280 Bildpunkte. Mit einem Gewicht von 622 g ist es nun 178 g leichter als das Surface Pro 3. Als Prozessor dient ein Intel Atom Quad Core x7-Z8700. Als Anschlüsse sind ein Full-Size-USB-3-Port, ein Mini-Display-Port, ein microSD-Kartenleser, eine micro-USB-Ladebuchse, eine Kopfhörerbuchse sowie ein Anschluss für das Cover vorhanden. Standardmäßig wird das Surface 3 mit Windows 8.1 ausgeliefert, ein Jahresabo von Office 365 Personal ist im Kaufpreis enthalten.

## Surface Pro

### Surface Pro
Dieses Geräte der ersten Generation besitzt einen multi-touch-fähigen 10,6-Zoll-Bildschirm mit einem Seitenverhältnis von 16:9. Das Gehäuse mit ausklappbarem Ständer besteht aus einer „VaporMg“ genannten Magnesiumlegierung und enthält je zwei Mikrofone und Lautsprecher sowie je eine Kamera an der Vorder- und Rückseite. Der Bildschirm ist mit Corning Gorilla Glass 2.0 verglast. Auch haben beide Versionen die Zwei-Antennen-Konfiguration für W-LAN nach den Standards 802.11 a/b/g/n gemeinsam.
Der Surface Pro basiert auf einem Intel-Core-i5-3317U-ULV-Prozessor der dritten Generation („Ivy Bridge“) mit 1,7 GHz Taktfrequenz, Intel HD Graphics 4000 und 4 GB RAM Dual-Channel-Arbeitsspeicher von Micron Technology. Das Surface Pro läuft unter dem Betriebssystem Windows 10 Pro/Windows 10 Enterprise. Diese Version wiegt 903 g und ist 13,5 mm dick. Der ebenfalls 10,6 Zoll (ca. 27 cm) große „Cleartype“-Bildschirm hat eine Auflösung von 1920 × 1080 Pixeln (Full-HD). Gekühlt wird das Gerät über zwei kleine Lüfter sowie über Schlitze um das gesamte Gehäuse herum, damit sie beim Halten des Tablets nicht mit den Händen blockiert werden kann. Es waren Speichervarianten mit 64 und 128 GB erhältlich. Das Surface Pro verfügt über einen USB-3.0-Anschluss, einen Mini DisplayPort sowie einen Einschub für microSDXC-Karten.
Das Surface Pro kann neben Multi-Touch-Fingereingaben auch mit einem mitgelieferten Eingabestift bedient werden, der bei Nichtbenutzung magnetisch am Gehäuse befestigt werden kann. Bei Stiftbedienung ignoriert das Tablet automatisch Fingereingaben, die unwillkürlich z. B. durch Auflegen der Hand zum Schreiben getätigt werden können, um Fehleingaben zu vermeiden. Microsoft nennt das „Palm Block“ (von engl. palm für „Handfläche“).
Für den Markt in China bot Microsoft eine eigene Edition des Surface Pro an, die nicht mit Windows 8 Pro, sondern mit Windows 8 ausgeliefert wird. Im Gegenzug war Office 2013 Home & Student (anstatt einer einjährigen Testversion von Office 365) bereits kostenlos vorinstalliert.
Im Oktober 2013, parallel zum Marktstart der zweiten Generation, wurde der Verkauf des Surface Pro eingestellt. Gründe wurden nicht genannt.

### Surface Pro 2
Die zweite Generation der Surface-Tablets wurde am 23. September 2013 von Microsoft vorgestellt. Dieses Geräte erschienen am 22. Oktober 2013.
Das Surface Pro 2 läuft mit Windows 8.1 Pro und verwendet einen Intel-Core-i5-4200U-Prozessor (Haswell-Architektur) mit einem HD-4400-Grafikchip und 1,6 GHz Taktfrequenz. Der Full-HD-Bildschirm wurde gegenüber dem Vorgängermodell verbessert, um Reflexionen zu verringern und eine genauere Farbwiedergabe zu ermöglichen. Ebenso hat Microsoft die Lautsprecher überarbeitet, und die Akkulaufzeit soll im Gegensatz zum Vorgänger um 75 % verbessert worden sein und kann zusätzlich durch eine Tastatur mit integriertem Akku („Power Cover“) um weitere 25 % verlängert werden. Mit einem Gewicht von 920 Gramm ist das Surface 2 deutlich schwerer als ähnlich große Tabletcomputer. Seit Anfang 2014 werden einige Surface-Pro-2-Modelle mit einem 300 MHz höher getakteten Intel-Prozessor (Core i5-4300U mit 1,9 GHz) ausgeliefert.

### Surface Pro 3
Das Surface Pro 3 wurde am 20. Mai 2014 vorgestellt und ist seit dem 28. August 2014 in Deutschland erhältlich. Das Surface Pro 3 bietet eine Bilddiagonale von 12" im Format 3:2 bei einer Auflösung von 2160 × 1440 Pixeln. Der Ständer wurde umfassend überarbeitet und ist jetzt stufenlos um bis zu 150° klappbar. Statt der bisher verwendeten Stifttechnik von Wacom setzt Microsoft im Surface Pro 3 auf die Digitizer-Technik der Firma N-trig.
Trotz des größeren Bildschirms ist das Surface Pro 3 mit 9,1 mm dünner und 800 g Masse leichter als sein Vorgänger, was beispielsweise durch einen deutlich flacheren und effizienteren Lüfter erreicht werden konnte. Das Surface Pro 3 verwendet weiterhin ein magnesiumlegiertes Gehäuse („VaporMg“), das nun aber wie das Surface 2 silberfarben ist. Das Surface Pro 3 war in mehreren Varianten mit Intel Core i3/i5/i7 der vierten Generation erhältlich, mit wahlweise 64-, 128-, 256- oder 512-GB-SSD-Speicher.

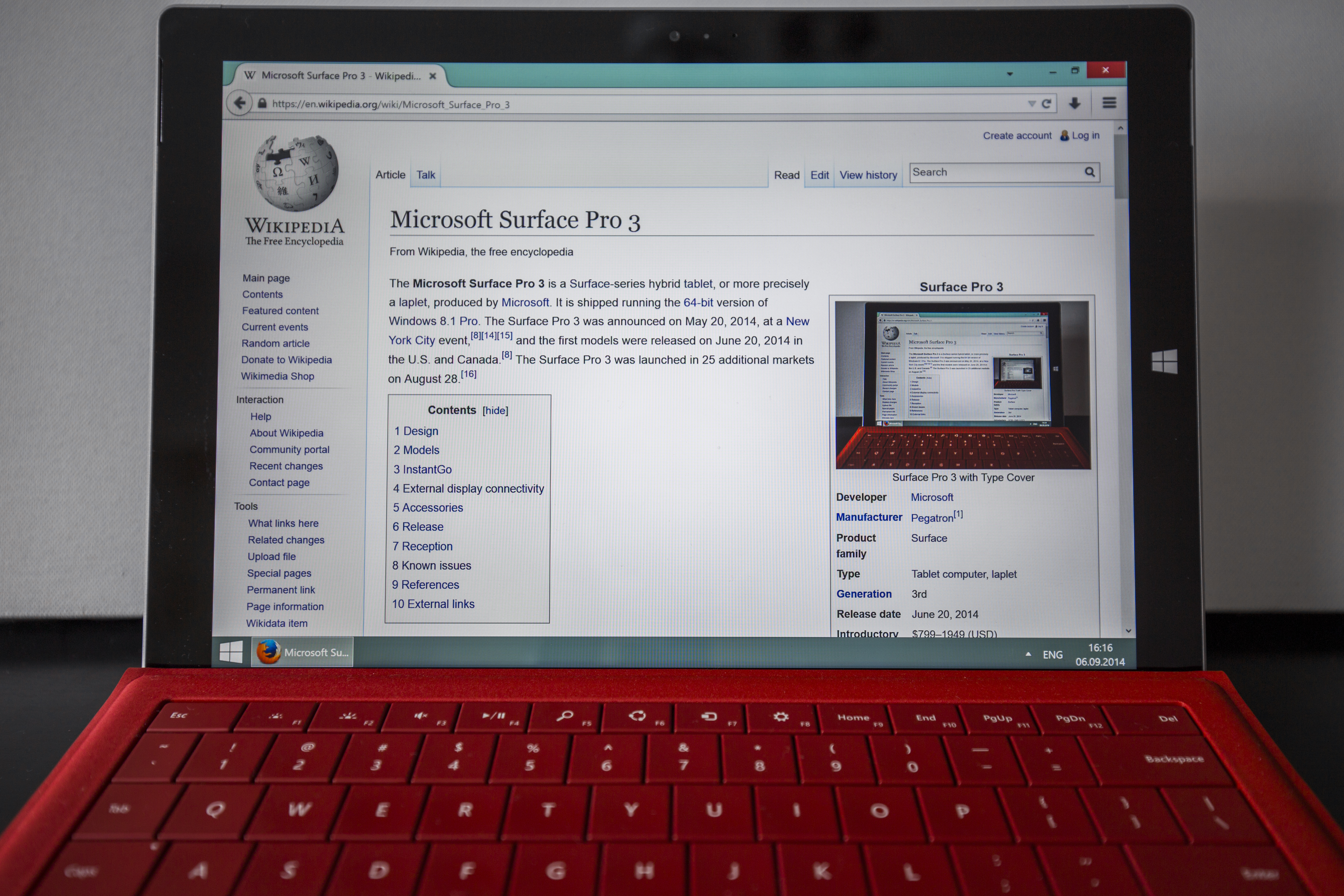
Frontalansicht des Surface Pro 3
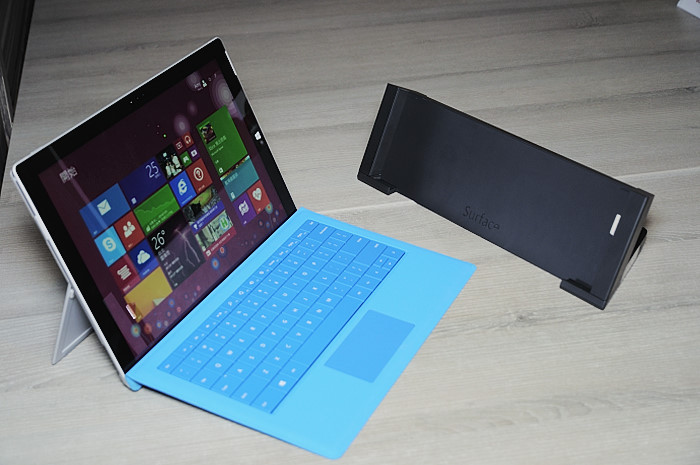
Surface Pro 3 mit Dock
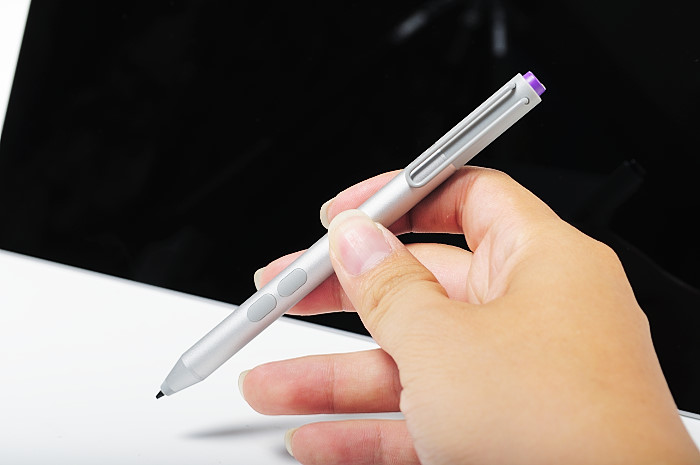
Der Surface Stift der 3. Generation
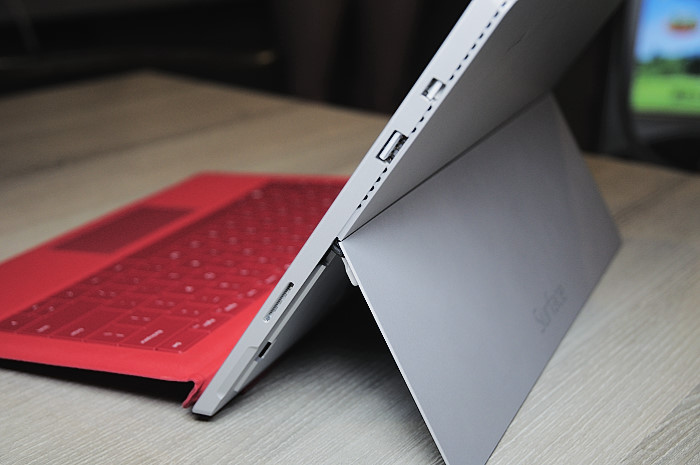
Der kick stand des Surface Pro 3

### Surface Pro 4
Das Surface Pro 4 wurde am 6. Oktober 2015 vorgestellt. Neuigkeiten sind die Gesichtserkennung (Windows Hello) und neue Intel-Skylake-CPUs der sechsten Generation. Auch sind in der teureren Version 16 Gigabyte Arbeitsspeicher vorhanden. Eine neue Version des optionalen Type Cover bietet auch einen Fingerabdruckscanner. Weitere Neuigkeiten sind ein Hybrid-Kühlungs-System und eine erhöhte Arbeitsgeschwindigkeit, der physische Windows-Button am Bildschirmrahmen entfällt gegenüber dem Vorgänger. Zudem ist der Bildschirm trotz gleicher Gehäusegröße von 12 Zoll (ca. 30 cm) auf 12,3 Zoll (ca. 31 cm) „gewachsen“.

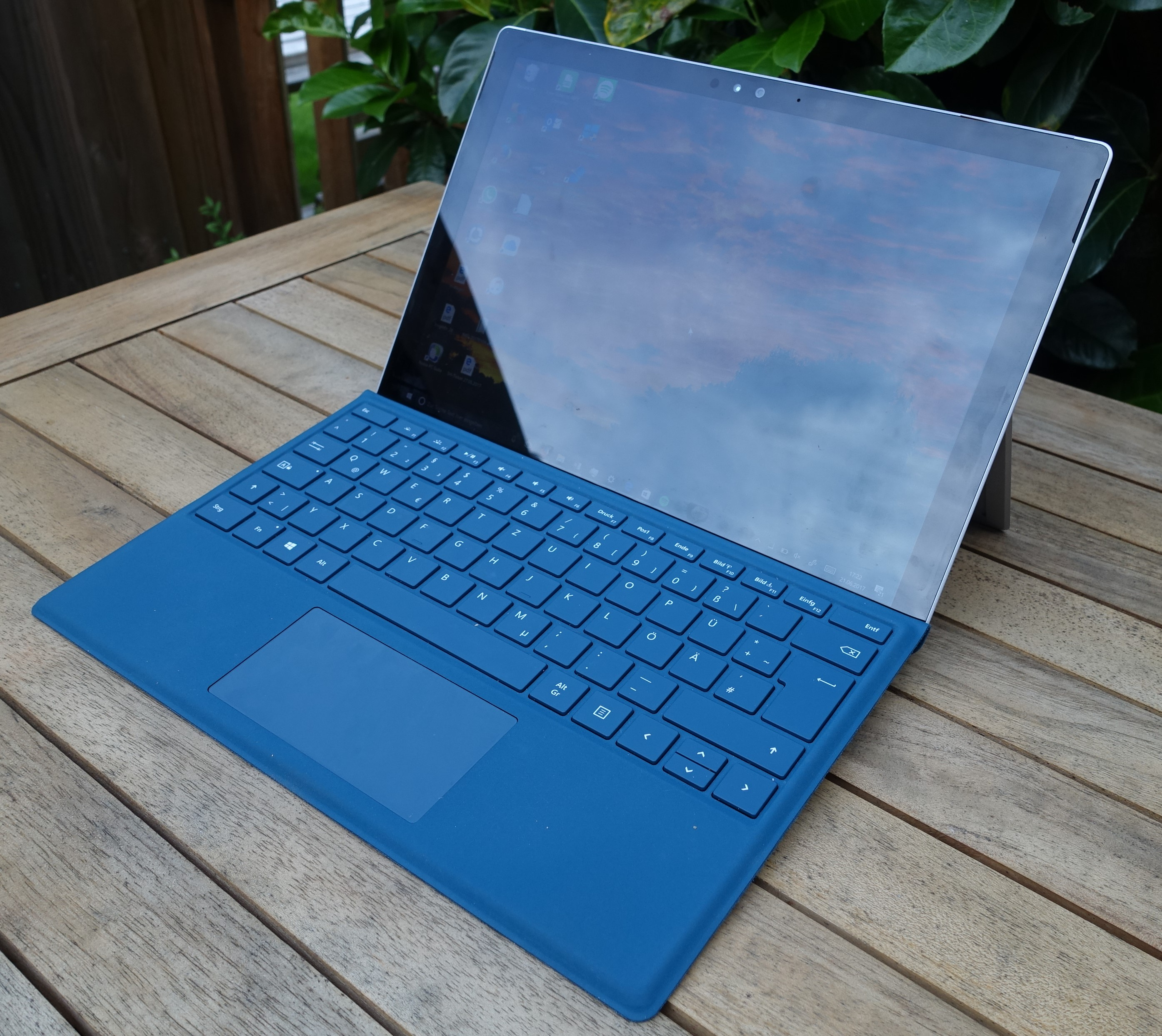
Microsoft Surface Pro 4 mit einem TypeCover 4 in petrol

### Surface Pro 5 (2017)
Das Surface Pro wurde am 23. Mai 2017 vorgestellt und ist seit dem 15. Juni 2017 verfügbar. Am Erscheinungsbild hat sich wenig verändert. Die Hauptveränderungen betreffen die Hardware. Als CPU werden neue Intel-Kabylake-CPUs der siebten Generation verwendet. Die Akkulaufzeit wurde auf 13,5 Stunden erweitert. Der Lüfter für die i5-Version entfällt. Das Surface Pro (2017) ist auch mit LTE erhältlich.

### Surface Pro 6
Auf einer Veranstaltung in New York am 2. Oktober 2018 stellte Microsoft erstmals das Surface Pro 6 vor. Neben leichten Änderungen am Gehäuse gehört die neue Farbvariante „Schwarz“ zu den Änderungen. Auch wurden die Prozessoren aktualisiert, je nach Variante sind nun der Intel Core i5 8250U oder der Intel Core i7 8550U verbaut.

### Surface Pro 7
Die siebte Generation des Surface Pro wurde am 2. Oktober 2019 vorgestellt und ist ab dem 22. Oktober 2019 verfügbar. Am Erscheinungsbild hat sich auch hier wenig verändert. Als CPU werden neue Intel CPUs der zehnten Generation verwendet, und es wurde ein USB-C-Port hinzugefügt, außerdem bessere Mikrofone und eine Schnellladefunktion.

### Surface Pro 8
Am 22. September 2021 wurde die achte Generation des Surface Pro vorgestellt. Die Änderungen zum Vorgänger sind erstmals seit Jahren größeren Ausmaßes, es werden nicht nur aktuellere Prozessoren verbaut. Das Gehäuse gleicht sich beinahe an das vom bereits vorher erschienenen Surface Pro X an, ist jedoch einen mm dicker. Das Typecover der Vorgänger ist nicht mehr kompatibel, jedoch jenes vom Pro X. Obwohl das Gehäuse sich von der Größe kaum unterscheidet, ist der Bildschirm auf nunmehr 13" angewachsen. Verschwunden sind der USB-A-Port, sowie der Minidisplayport, dafür gibt es nun zwei Thunderbolt 4 USB-C-Anschlüsse. Das neue zugehörige Type-Cover bietet eine Aufbewahrung, die auch zum Aufladen des neuen Surface Slim Pens 2 dient, welcher nun auch haptisches Feedback bietet im Vergleich zu den Vorgängern.

### Surface Pro 9
Am 12. Oktober 2022 wurde in Deutschland die neunte Generation des Surface Pro vorgestellt. Die Neuerungen beschränken sich im Wesentlichen erneut auf ein Update des Prozessors und der Grafikkarte.

### Surface Pro 10
Seit April 2024 ist die zehnte Generation des Surface Pro erhältlich. Im Vergleich zum Vorgängermodell Surface Pro 9 wurde der Arbeitsspeicher auf 64 GB aufgestockt. Das austauschbare Solid-State-Laufwerk (SDD, Gen 4-SSD) beginnt bei 256 GB und nicht mehr bei 128 GB; maximal 1 TB SSD ist auch beim Surface Pro 10 möglich. Im Vergleich zum Surface Pro 9 ist das Display heller (600 Nits im Vergleich zu den 450 Nits des Surface Pro 9), es werden die neuen Intel Core Ultra Prozessoren verwendet (Surface Pro 9 mit Intel Core Prozessoren der 12. Generation) und die Weitwinkel-Frontkamera wurde verbessert (nun 12,2 Megapixel). Beide Modelle unterscheiden sich nicht im Design, aber das Surface Pro 10 erlaubt eine neue Tastatur mit einer speziellen Copilot-Taste .

### Surface Pro, 11. Edition 13 Zoll
Das Surface Pro der 11. Generation wurde erstmals am 18. Juni 2024 in einer Version mit Qualcomm Snapdragon X Plus bzw. X Elite Prozessor veröffentlicht. Diese sogenannten Copilot+ PCs markieren Microsofts Einstieg in eine neue Geräteklasse mit starkem Fokus auf KI-Funktionen. Die Business-Modelle mit Intel Core Ultra (Serie 200V, „Lunar Lake“) folgten am 18. Februar 2025. Erstmals haben Käufer die Wahl zwischen einem klassischen LCD-Display und einem OLED-Bildschirm mit HDR- und Dolby Vision IQ-Unterstützung. Beide Varianten besitzen ein 13 Zoll großes PixelSense Flow Display mit einer Auflösung von 2880×1920 Pixeln und bis zu 120 Hz Bildwiederholrate.
Das Gerät ist mit 16 oder 32 GB LPDDR5x-Arbeitsspeicher sowie SSDs mit 256 GB bis 1 TB ausgestattet. Die SSD lässt sich weiterhin austauschen. Die ARM-basierten Versionen verfügen über eine neue Qualcomm-Hexagon-NPU mit bis zu 45 TOPS Rechenleistung für KI-Aufgaben, während die Intel-Versionen mit bis zu 48 TOPS arbeiten. Die neuen Modelle unterstützen KI-gestützte Funktionen wie Windows Studio Effects oder Live-Untertitelung und -Übersetzung, die über die neue Windows-Copilot-Oberfläche bereitgestellt werden. 
Zu den weiteren Neuerungen zählen Wi-Fi 7, Bluetooth 5.4 sowie ein optionales 5G-Modul bei bestimmten Modellen. Die Frontkamera unterstützt Infrarot und KI-Effekte, während die Hauptkamera mit 10 MP Auflösung Videos in 4K aufzeichnen kann. Die Akkulaufzeit beträgt je nach Modell bis zu 14 Stunden beim Videostreaming.

### Surface Pro, 1. Edition 12 Zoll
Das Surface Pro 1. Edition 12 Zoll wurde am 6. Mai 2025 vorgestellt und ist Teil von Microsofts neuer Copilot+ PC-Initiative. Es handelt sich um ein lüfterloses 2-in-1-Gerät mit einem 12-Zoll-PixelSense-Touchdisplay (2196 × 1464 Pixel, 60–90 Hz) und basiert auf dem ARM-Prozessor Qualcomm Snapdragon X Plus. Das Gerät bietet eine integrierte NPU mit bis zu 45 TOPS Rechenleistung für lokale KI-Anwendungen.
Zur Ausstattung gehören 16 GB LPDDR5X-RAM, wahlweise 256 oder 512 GB UFS-Speicher, der nicht wie üblich hinter dem Kickstand wechselbar ist, zwei USB-C-Anschlüsse (USB 3.2), Wi-Fi 7 und Bluetooth 5.4. Zubehör wie Tastatur und Stift ist optional erhältlich. Im Vergleich zum 13 Zoll Surface Pro mit Intel oder Snapdragon Prozessor bietet die 12-Zoll-Version ein kompakteres Format und eine geringere Auflösung, ist dafür aber leichter.
Die Akkulaufzeit liegt laut Microsoft bei bis zu 16 Stunden bei lokaler Videowiedergabe und bis zu 12 Stunden bei aktiver Internetnutzung; Tests bescheinigen dem Gerät eine solide Alltagsleistung und hohe Energieeffizienz.

## Surface Pro X

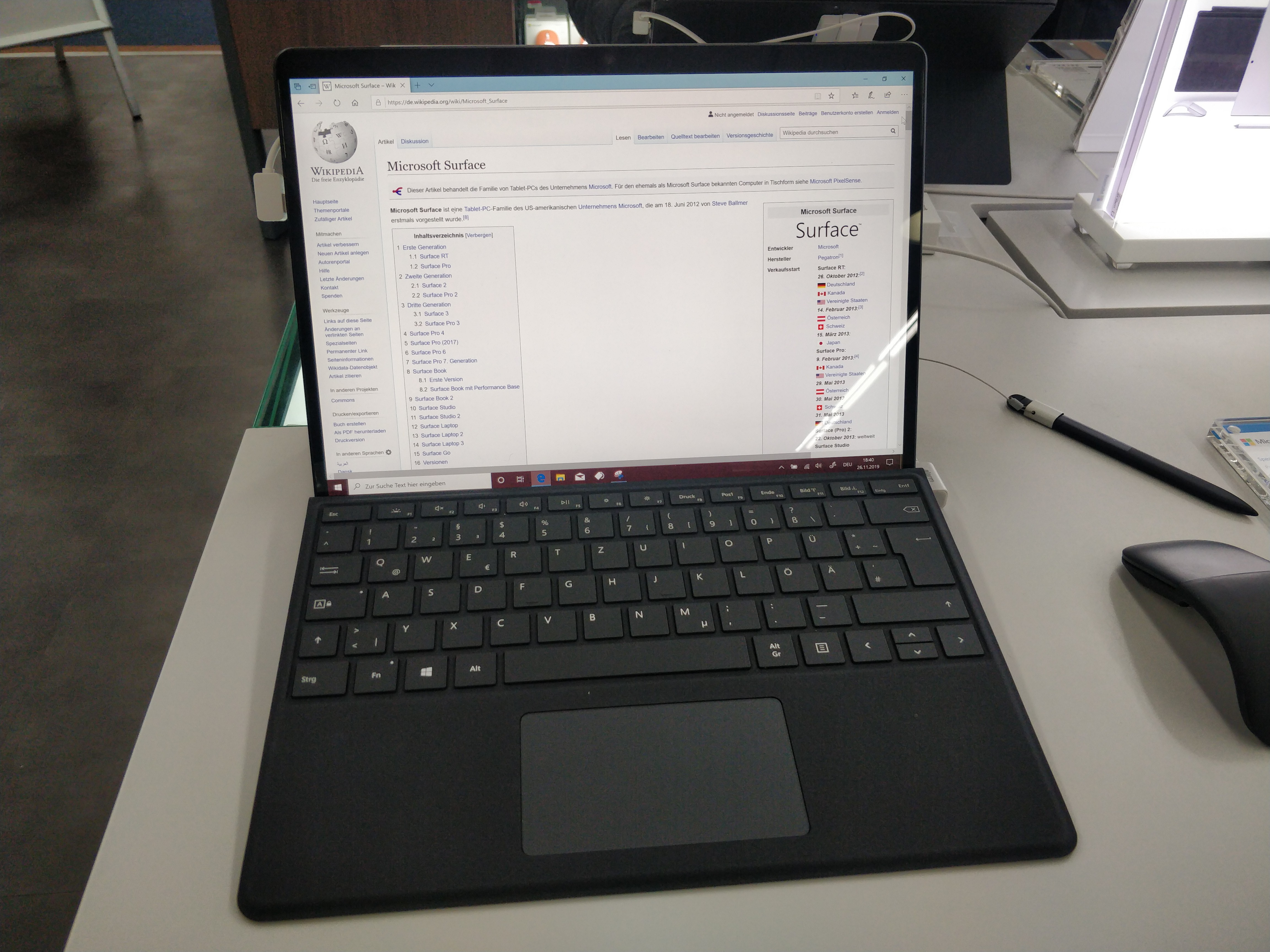
Surface Pro X mit Type-Cover

Am 2. Oktober 2019 stellte Microsoft das Surface Pro X offiziell vor. Der Bildschirm ist jetzt 13 Zoll (ca. 33 cm) groß, mit einer Auflösung von 2880 × 1920 Pixeln. Eine Neuheit ist der Microsoft SQ1-Prozessor, der auf der ARM-Architektur basiert. Hinzu kommen 8 oder 16 Gigabyte LPDDR4x-Arbeitsspeicher, 128, 256 oder 512 Gigabyte Massenspeicher im Rahmen einer SSD-Festplatte und LTE-Konnektivität. Auch der Surface Pen wird unterstützt, ebenso wie ein separat erhältliches Type-Cover in der Farbe Schwarz. Es kommt standardmäßig der "Surface Slim Pen" zum Einsatz, der flacher als der klassische Stift ist.
Die Akkulaufzeit des Microsoft Surface Pro X soll laut Microsoft unter realistischen Bedingungen 13 Stunden betragen. Laut Microsoft soll der Akkumulator in unter einer Stunde auf bis zu 80 % aufgeladen werden können. Geladen wird das Gerät wahlweise über den Surface-Connect-Anschluss oder über einen der beiden USB-C-Anschlüsse.
Die Digitalkameras des Surface Pro X lösen mit 5 Megapixeln (vorne) und 10 Megapixeln (hinten) auf. Letztere kann Videos mit maximal 3840 × 2160 Pixeln aufzeichnen. Die Frontkamera nimmt Videos in Full HD auf.
Am 1. Oktober 2020 stellte Microsoft eine überarbeitete Version des Pro X mit demselben Namen vor, die parallel zum alten Modell verkauft wird. In dieser kommt der Microsoft SQ2-Prozessor zum Einsatz, in dem unter anderem als Grafikprozessor eine Adreno 690 statt einer Adreno 685 verbaut ist. Die Versionen mit SQ2 Prozessor sind nicht schwarz, sondern haben den klassischen „Platin“-Farbton. Auch das Zubehör ist nun in weiteren Farben erhältlich. Laut Herstellerangaben sollen durch Software-Optimierungen verlängerte Akkulaufzeiten von bis zu 15 Stunden erreicht werden.

## Surface Book

### Surface Book
Am 6. Oktober 2015 stellte Microsoft ein zweites Produkt vor, das Surface Book. Es hat Intel-Skylake-CPUs und bis zu 16 Gigabyte Arbeitsspeicher. Weiterhin soll das teuerste Produkt 1 Terabyte Flash-Speicher bekommen. Das Multitouch-Display hat eine Bildschirmdiagonale von 13,5 Zoll (ca. 34 cm) und eine Auflösung von 3000 × 2000 Pixeln, ein Surface-Stift wird mitgeliefert. Weiterhin sind eine 5-Megapixel-Frontkamera, eine 8-Megapixel-Kamera und zwei Mikrofone auf der Rückseite, ein SD-Karten-Slot, zwei USB-3.0-Anschlüsse, ein Minidisplay-Port, Helligkeits-, Beschleunigungssensor und Magnetometer eingebaut. Eine Grafikkarte Intel HD 520 ist im Bildschirmdeckel und in teureren Modellen zusätzlich in der abnehmbaren Tastatur-Basis eine Nvidia-GPU mit 1 GB bzw. 2 GB GDDR5-Speicher eingebaut. Das Gewicht beträgt bis zu 1576 Gramm und die Akkulaufzeit je nach Modell bis zu 12 Stunden. Als optionales Zubehör sind eine Dockingstation (Surface Dock) und Drahtlos-Display-Adapter erhältlich.
Seit 20. April 2017 ist das Surface Book mit Performance Base auch in Deutschland erhältlich. Neu ist die gesteigerte Akkulaufzeit (16,5 Stunden) sowie die GPU GeForce GTX 965M mit 2 GB GDDR5-Speicher.

### Surface Book 2
Am 17. Oktober 2017 stellte Microsoft das Surface Book 2 vor, welches erstmals in zwei Größen erschienen ist: 13,5 und 15 Zoll. Wie bereits von der ersten Generation des Surface Book gewohnt, ist in der Tastatureinheit eine dedizierte Grafikkarte eingebaut. In der 13″ Ausführung ist dies die NVIDIA Geforce GTX 1050, während in der größeren Variante eine GTX 1060 verwendet wurde. Die Einstiegsversion verzichtet auf eine zweite Grafikkarte und setzt nur auf die im Prozessor integrierte Intel HD Graphics 620. Als CPU kommt entweder ein Intel Core i7-8650U oder i5-7300U (nur in der 13″ Variante verfügbar) zum Einsatz, welchem 8 oder 16 Gigabyte Arbeitsspeicher und 128, 256, 512 oder 1024 Gigabyte Massenspeicher in Form einer PCIe SSD zur Seite stehen. Eine Premiere in einem Surface-Gerät ist der USB-C-Anschluss. Im 15-Zoll-Modell ist außerdem die Xbox Wireless Technologie integriert. Der Einstiegspreis beträgt 1.349 €, die Höchstkonfiguration kostet 3.799 €.

### Surface Book 3
Die dritte Generation des Surface Book wurde am 6. Mai 2020 vorgestellt und ist seit dem 5. Juni 2020 in Deutschland erhältlich. Es sind zwei Bildschirmgrößen mit 13,5 und 15 Zoll verfügbar. Der Arbeitsspeicher reicht von 8 bis 32 GB, und der zusätzliche Speicher beginnt bei 256 GB und reicht bis 1 TB.

## Surface Studio

### Surface Studio
Beim Surface Studio handelt es sich um den ersten eigenen All-in-One-PC der Firma Microsoft. Das Produkt wurde am 26. Oktober 2016 der Öffentlichkeit vorgestellt. Das Gerät verfügt über einen 28-Zoll-Bildschirm mit 4500 × 3000 Pixeln. Das entspricht 192 ppi, der Bildschirm kann sowohl Farben im DCI-P3-Farbraum als auch in sRGB wiedergeben.
Der Bildschirm kann in eine flache Position geneigt werden, so dass er wie ein Zeichenbrett genutzt werden kann, die Eingabe erfolgt entweder klassisch per Maus und Tastatur oder mit dem Surface Pen oder dem Surface Dial. Der eigentliche Computer befindet sich im Sockel des Geräts. Das Surface Studio verwendet in der teuersten Version einen Core-i7-Prozessor, eine Geforce-980-M-Grafikkarte, 32 GB Arbeitsspeicher und eine 2-Terabyte-Festplatte. Er verfügt über vier USB-3.0-Anschlüsse, einen Mini-Displayport, einen SDXC-Kartenleser sowie einen Headset-Anschluss. Als Betriebssystem ist Windows 10 vorinstalliert. Es ist seit dem 15. Juni 2017 in Deutschland erhältlich. Das Gerät kostet je nach Ausstattung (i5, 8 GB RAM, NVIDIA GeForce GTX 965M (2 GB RAM)), 128 GB SSD und 1 TB Festplatte zwischen 3.549 € und (i7, 32 GB RAM, NVIDIA Geforce GTX 980M (4 GB RAM))
128 GB SSD und 2 TB Festplatte 4.999 €.

### Surface Studio 2
Das Surface Studio 2 wurde am 2. Oktober 2018 von Microsoft vorgestellt. Die Veränderungen im Vergleich zum Vorgänger sind der Prozessor, jetzt ein leistungsstärkerer Intel Core i7-7820HQ, sowie der Arbeitsspeicher mit 16 oder 32 GB. Für die Grafik sind eine Nvidia Geforce GTX 1060 (6 GB RAM) oder Nvidia Geforce GTX 1070 (8 GB RAM) eingebaut. Als Massenspeicher fungiert eine 1 oder 2 Terabyte große SSD (Solid State Drive).

### Surface Studio 2+
Das Surface Studio 2+ wurde am 12. Oktober 2022 vorgestellt. Äußerlich gleicht es seinem Vorgänger und besitzt weiterhin ein 28-Zoll-PixelSense-Touch-Display mit einer Auflösung von 4500 × 3000 Pixeln (3:2), 192 ppi und Unterstützung für den sRGB-Farbraum. Wie bei den vorherigen Modellen lässt sich das Display über das sogenannte Zero Gravity Scharnier in eine nahezu waagerechte Zeichenposition bringen und mit dem Surface Pen oder Surface Dial bedienen.
Im Inneren wurde die Hardware aktualisiert: Das Surface Studio 2+ verfügt über einen Intel Core i7-11370H-Prozessor der 11. Generation, 32 GB DDR4-Arbeitsspeicher und eine Nvidia GeForce RTX 3060 Laptop GPU mit 6 GB GDDR6-VRAM. Als Massenspeicher dient eine fest verbaute 1 TB SSD. Neu hinzugekommen sind drei USB-C-Anschlüsse mit Thunderbolt 4, zusätzlich zu zwei USB-A-Ports, einem Gigabit-Ethernet-Anschluss, einem 3,5-mm-Klinkenanschluss und einem SD-Kartenleser. Das Gerät wird mit Windows 11 ausgeliefert und richtet sich vor allem an Kreativschaffende, Designer und Entwickler. In Deutschland ist es seit Ende 2022 erhältlich, der Einführungspreis lag bei rund 5.589 €.

## Surface Laptop

### Surface Laptop
Am 2. Mai 2017 stellte Microsoft den Surface Laptop vor, das erste Notebook mit dem Betriebssystem Windows 10 S, das laut Microsoft vor allem für Schüler und Studenten gedacht sei. Es hat einen 13,5 Zoll großen Bildschirm mit einer Auflösung von 2256 × 1504 Pixeln (201 PPI). Neben Surface-Pen-Unterstützung bietet der Bildschirm auch Zehn-Punkt-Multitouch und wird durch Gorilla Glass 3 geschützt. Als Prozessor kommt entweder ein Intel-Core-m3-, ein Intel-Core-i5- oder Intel-Core-i7-Prozessor zum Einsatz, mit je nach Variante 4, 8 oder 16 GB Arbeitsspeicher. Die Grafikkarte ist je nach Prozessor die Intel HD Graphics 620 (i5) oder die Intel Iris Plus 640 (i7). Das Surface Laptop ist mit 128, 256 oder 512 Gigabyte internen Speicher erhältlich und kostete bei der Einführung in Deutschland je nach Variante zwischen 1.149 € (i5, 4 GB RAM, 128 GB) und 2.499 € (i7, 16 GB RAM, 512 GB). Laut Microsoft soll die Akkulaufzeit des Surface Laptops bis zu 14,5 Stunden betragen.

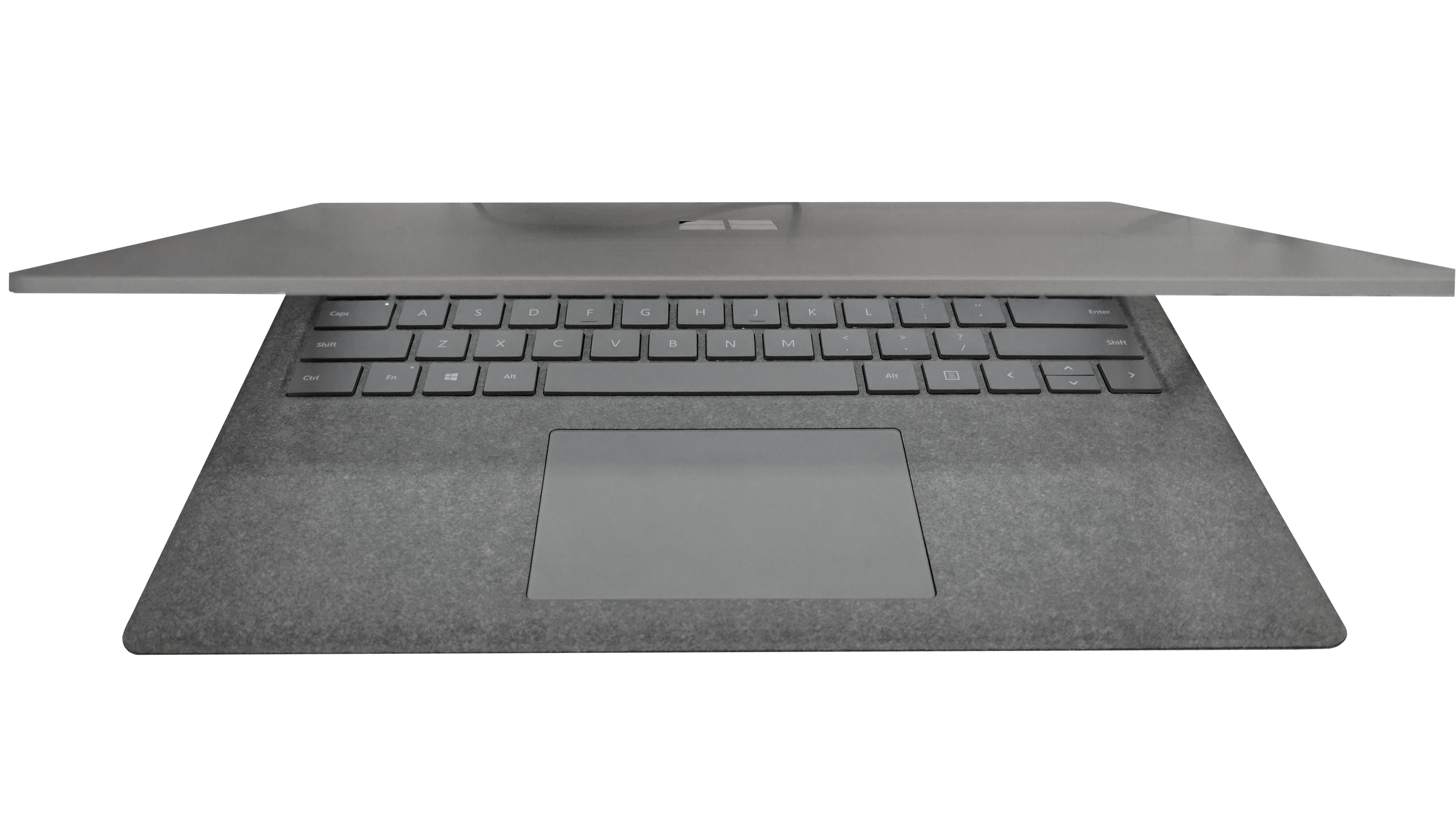
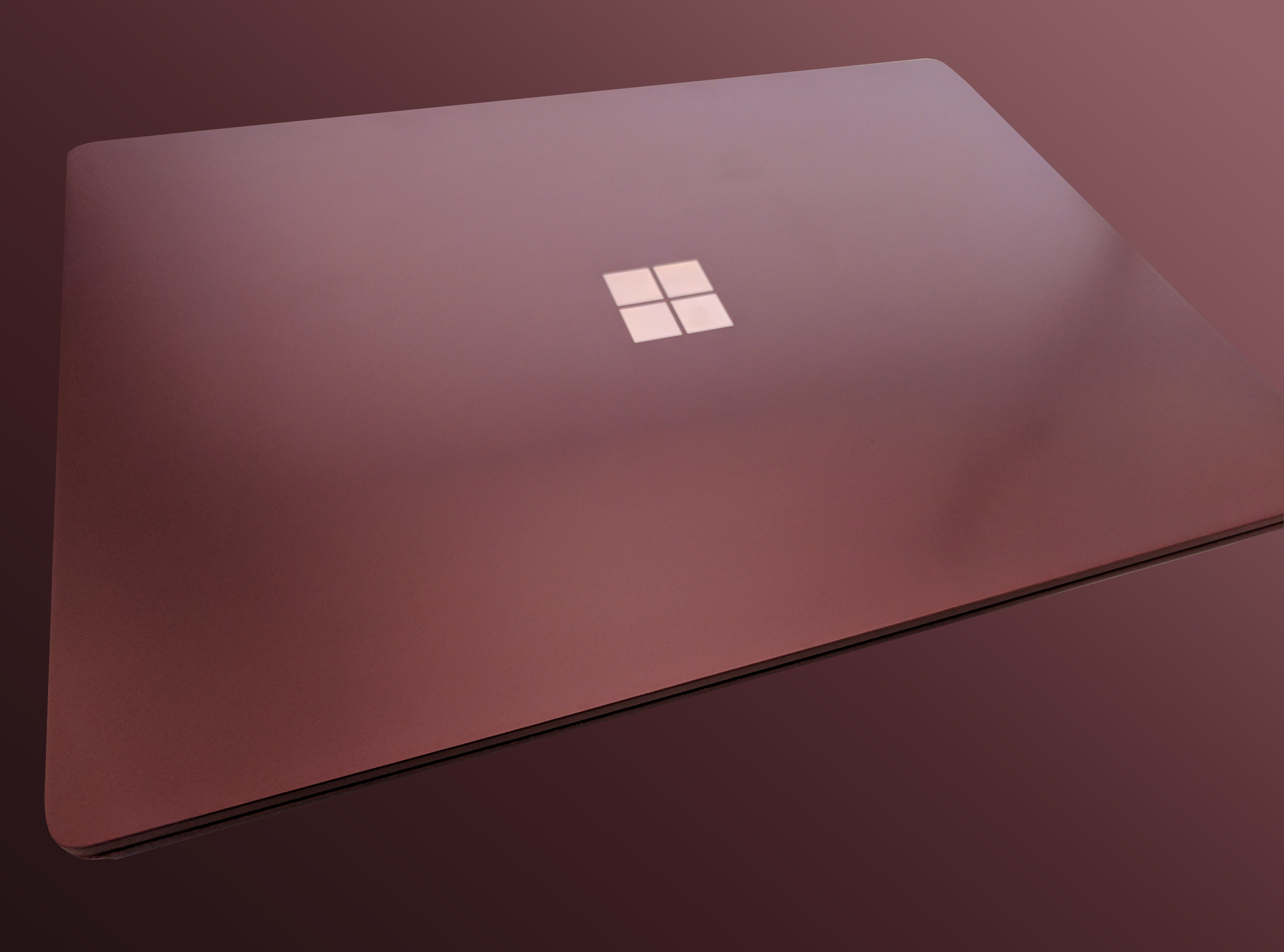

### Surface Laptop 2
Am 2. Oktober 2018 stellte Microsoft das Surface Laptop 2 vor. Im Vergleich zum Vorgänger wurde die Tastatur leicht überarbeitet, auch werden nun die Intel-Prozessoren der achten Generation verwendet. Ähnlich wie beim Surface Pro 6 ist die Farbvariante „Schwarz“ hinzugekommen.

### Surface Laptop 3
Am 2. Oktober 2019 stellte Microsoft das Surface Laptop 3 vor. Erstmals gibt es auch eine Version mit 15"-Bildschirm, mit AMD-Prozessoren (nur bei der 15"-Version) und solche ohne Alcantara-Bezug der Tastatur. Im Vergleich zum Vorgänger wurde die Tastatur überarbeitet, auch sind inzwischen die Intel-Prozessoren der zehnten Generation eingebaut. Das Surface Laptop 3 erzielt bei dem Unternehmen „Ifixit“ einen Reparierbarkeitswert von 5/10, was eine große Verbesserung zum Vorgänger, dem Surface Laptop 2, darstellt, welcher den Test mit 0/10 Punkten nicht bestand.

### Surface Laptop 4
Am 13. April 2021 stellte Microsoft das Surface Laptop 4 vor, wegen der Corona-Pandemie-Maßnahmen nur über eine Pressemitteilung. Es wurden Details verbessert: aktualisierte Intel- und AMD-CPUs, die neue Farbe „Eisblau“, eine neue Farbe für die Alcantara-Varianten, Tonausgabe mit Dolby Atmos und längere Akkulaufzeiten.

### Surface Laptop 5
Der Nachfolger zum Surface Laptop 4 wurde in Deutschland von Microsoft am 12. Oktober 2022 vorgestellt und ist ab November 2022 im Handel erhältlich.

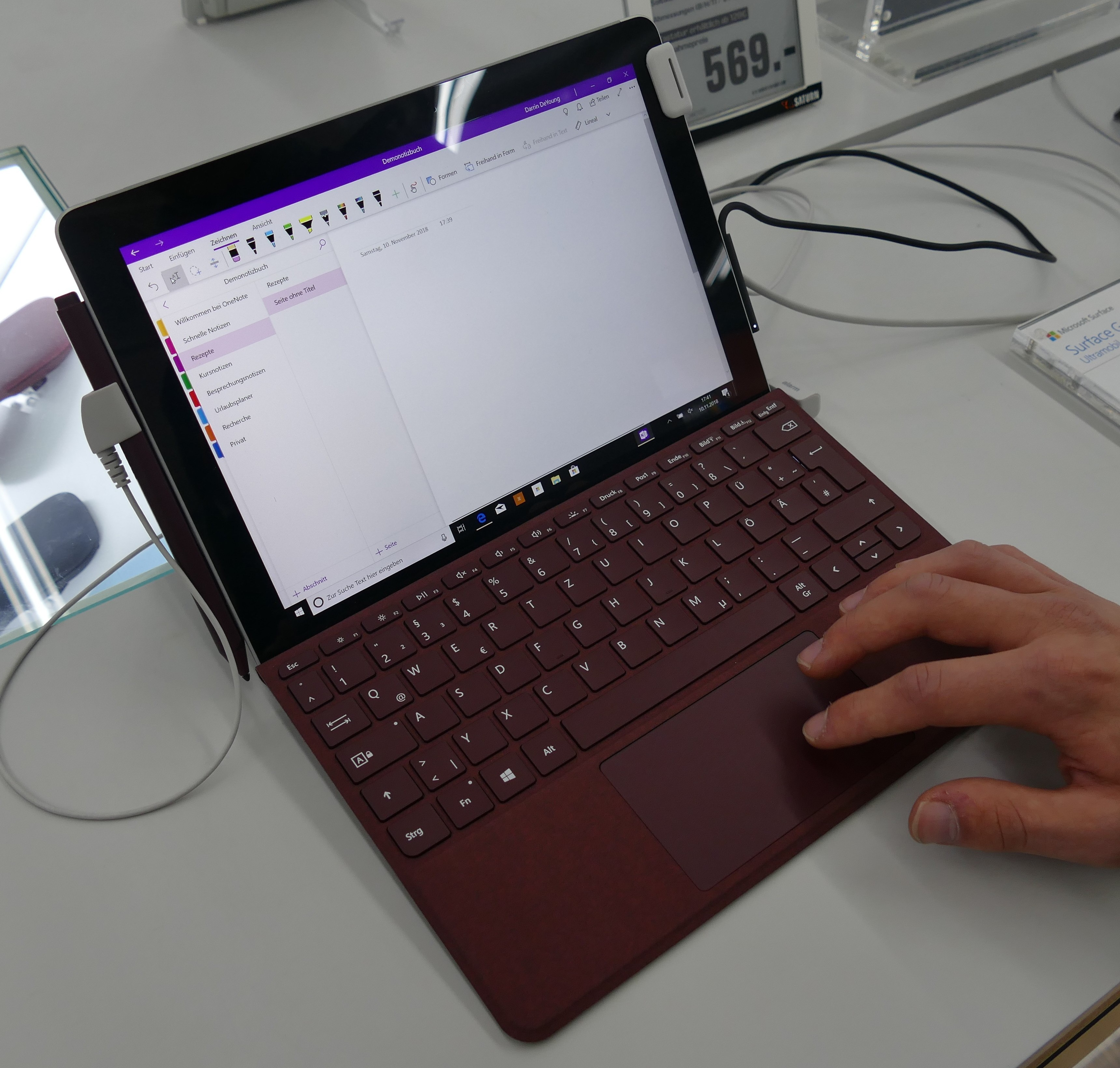
Surface Go mit Surface Pen und Surface TypeCover

## Surface Go

### Surface Go
Speziell für den Bildungsbereich entwickelte Microsoft das Surface Go, welches am 10. Juli 2018 offiziell vorgestellt wurde. Es verwendet einen 10 Zoll (ca. 25 cm) großen Bildschirm mit einer Auflösung von 1800 × 1200 Pixeln im 3:2-Format, wodurch eine Pixeldichte von 217 PPI zustande kommt. Als Prozessor kommt der Intel Pentium Gold 4415Y mit zwei Kernen zum Einsatz, als Grafikeinheit die Intel HD-Grafik 615. Die Speichergrößen sind je nach Konfiguration entweder 4 GB Hauptspeicher (RAM) und 64 GB Massenspeicher (eMMC) oder 8 GB RAM und 128 GB interner SSD-Speicher. Als Anschlüsse stehen neben dem Surface-Connect-Anschluss für das Laden und die Verbindung mit dem Surface Dock auch ein USB-C-Anschluss, ein Headset-Anschluss und ein microSDXC-Kartenleser zur Verfügung. Die Akkulaufzeit soll bis zu 9 Stunden betragen. In allen Ausstattungsvarianten ist die Windows-Hello-Kamera verbaut, zur biometrischen Anmeldung per Gesichtserkennung. Als Betriebssystem ist Microsoft Windows im S-Modus vorinstalliert, welches auf Leistungsoptimierung ausgelegt ist. Allerdings ist es im S-Modus nicht möglich, Programme und Apps, die nicht aus dem Microsoft Store stammen, zu installieren. Man kann jedoch recht unkompliziert zum herkömmlichen Windows 10 wechseln. Der Einstiegspreis beträgt 449 €, die Höchstkonfiguration ist für 599 € erhältlich. Später wurde eine Version mit LTE-Modem auf den Markt gebracht, mit 256 GB SSD Speicher und 8 GB RAM.

### Surface Go 2
Ebenfalls am 6. Mai 2020 stellte Microsoft das neue Surface Go 2 vor. Gegenüber dem Vorgänger gibt es einige Veränderungen, so ist der Bildschirm nun 10,5 Zoll (ca. 27 cm) statt 10 Zoll (ca. 25 cm) groß, mit 1920 × 1280 Pixeln. Das Gehäuse ist äußerlich gegenüber dem Vorgänger jedoch unverändert. Als Prozessor ist entweder der Intel Pentium 4425Y oder der Intel Core m3 8100Y verbaut, hinzu kommen 4 oder 8 Gigabyte Arbeitsspeicher und 64 (eMMC) oder 128 Gigabyte (SSD) interner Massenspeicher. Die Akkulaufzeit soll laut Microsoft nun 10 Stunden statt wie beim Vorgänger 9 Stunden betragen.

### Surface Go 3
Das Surface Go 3 wurde am 22. September 2021 angekündigt und war ab dem 5. Oktober 2021 erhältlich. Als Prozessor kommen der Intel Pentium Gold 6500Y oder der Intel Core i3‑10100Y zum Einsatz, unterstützt von 4 GB oder 8 GB LPDDR3‑RAM sowie 64 GB eMMC oder 128/256 GB SSD‑Speicher. Das 10,5‑Zoll‑PixelSense‑Display bietet eine Auflösung von 1920 × 1280 Pixel bei etwa 220 ppi und Gorilla Glass 3 Schutz. Die Akkulaufzeit liegt laut Hersteller bei bis zu 11 Stunden bei typischer Nutzung. Weitere Merkmale umfassen eine 5-Megapixel-Frontkamera, eine 8-Megapixel-Rückkamera, einen USB‑C-Anschluss, den Surface-Connect-Port, einen microSDXC-Kartenleser, Unterstützung für Wi‑Fi 6 und Bluetooth 5 sowie optional erhältliche LTE-Versionen.

## Surface Laptop Go
Der Surface Laptop Go ist günstiger als die anderen Surface-Laptops und hat einen 12,4 Zoll (ca. 31 cm) großen, berührungsempfindlichen Bildschirm ("touch display") im Höhen-Seiten-Verhältnis von 3:2 mit einer Auflösung von 1536 × 1024 Pixeln. Es wird in allen Ausstattungsvarianten der Intel Core i5-1035G1 benutzt, und die kleinste Variante hat 4 GB RAM und 64 GB eMMC-Speicher. Der Laptop hat eine USB-A und eine USB-C Buchse sowie den Surface-Konnektor und einen analogen Audio-Ausgang. Der Laptop hat einen Fingerabdrucksensor.

## Surface Laptop Studio

### Surface Laptop Studio
Der Surface Laptop Studio ist ein Convertible-Notebook, das seit dem 22. Februar 2022 in Deutschland verkauft wird.

### Surface Laptop Studio 2
Der Surface Laptop Studio 2 ist ein Convertible-Notebook, das seit dem 3. Oktober 2023 in Deutschland verkauft wird.

## Versionen

### Surface-Tablet-Computer
| Verkaufsbezeichnung (Einführung)    | Verkaufsbezeichnung (Einführung)    | Surface (RT) (Herbst 2012)                                          | Surface Pro (Frühjahr 2013)                                            | Surface 2 (Herbst 2013)                                             | Surface Pro 2 (Herbst 2013)                                            | Surface Pro 3 (Sommer 2014)                                            | Surface 3 (Frühjahr 2015)                                                         | Surface Pro 4 (Herbst 2015)                                                                                     | Surface Pro (5) (Frühjahr 2017)                                                                                 | Surface Go (Sommer 2018)                                            | Surface Pro 6 (Herbst 2018)                                            | Surface Pro 7 (Herbst 2019)                                         | Surface Pro X (Herbst 2019)                                         | Surface Go 2 (Mai 2020)                                             | Surface Pro 8 (Oktober 2021)                                        | Surface Go 3 (Oktober 2021)                                         | Surface Pro 9 (November 2022)                                                    |
| ----------------------------------- | ----------------------------------- | ------------------------------------------------------------------- | ---------------------------------------------------------------------- | ------------------------------------------------------------------- | ---------------------------------------------------------------------- | ---------------------------------------------------------------------- | --------------------------------------------------------------------------------- | --- | --- | ------------------------------------------------------------------- | ---------------------------------------------------------------------- | ------------------------------------------------------------------- | ------------------------------------------------------------------- | ------------------------------------------------------------------- | ------------------------------------------------------------------- | ------------------------------------------------------------------- | -------------------------------------------------------------------------------- |
| Vertriebsstatus (seitens Microsoft) | Vertriebsstatus (seitens Microsoft) | Verkauf eingestellt                                                 | Verkauf eingestellt                                                    | Verkauf eingestellt                                                 | Verkauf eingestellt                                                    | Verkauf eingestellt                                                    | Verkauf eingestellt                                                               | Verkauf eingestellt                                                                                             | Verkauf eingestellt                                                                                             | Verkauf eingestellt                                                 | Verkauf eingestellt                                                    | nur teilweise verfügbar, nicht mehr bei Microsoft                   | nur teilweise verfügbar, nicht mehr bei Microsoft                   | nur teilweise verfügbar, nicht mehr bei Microsoft                   | nur teilweise verfügbar, nicht mehr bei Microsoft                   | nur teilweise verfügbar, nicht mehr bei Microsoft                   | verfügbar                                                                        |
| Speicher                            | Speicher                            | 32 und 64 GB                                                        | 64 und 128 GB                                                          | 32 und 64 GB                                                        | 64 und 128 GB mit 4 GB RAM 256 und 512 GB mit 8 GB RAM                 | 64 und 128 GB mit 4 GB RAM 256 und 512 GB mit 8 GB RAM                 | 64 GB mit 2 GB RAM 128 GB mit 4 GB RAM (Business-Version: 64/128 GB mit 4 GB RAM) | 128 GB (m3/i5) mit 4 GB RAM 256 GB (i5) mit 8 GB RAM 256 GB (i7) mit 8 GB / 16 GB RAM 512 GB (i7) mit 16 GB RAM | 128 GB (m3/i5) mit 4 GB RAM 256 GB (i5) mit 8 GB RAM 256 GB (i7) mit 8 GB / 16 GB RAM 512 GB (i7) mit 16 GB RAM | 64 GB mit 4 GB RAM 128 GB mit 8 GB RAM                              | 128 GB / 256 GB / 512 GB / 1024 GB                                     | 128 GB / 256 GB / 512 GB / 1024 GB                                  | 128 GB / 256 GB / 512 GB / 1024 GB                                  | 64 GB mit 4 GB RAM 128 GB mit 8 GB RAM                              | 128 GB / 256 GB / 512 GB / 1024 GB                                  | 64 GB mit 4 GB RAM 128 GB mit 8 GB RAM 256 GB mit 8 GB RAM          | 128 GB / 256 GB / 512 GB / 1 TB                                                  |
| Akkulaufzeit                        | Akkulaufzeit                        | 8 Stunden                                                           | 4 Stunden                                                              | 8 Stunden                                                           | 8 Stunden                                                              | 9 Stunden                                                              | 10 Stunden                                                                        | 9 Stunden | 13,5 Stunden | 9 Stunden                                                           | 13,5 Stunden                                                           | 10,5 Stunden                                                        | 13 Stunden                                                          | 10 Stunden                                                          | 16 Stunden                                                          | 10 Stunden                                                          | 15,5 bis 19 Stunden                                                              |
| Akkukapazität                       | Akkukapazität                       | 31,5 Wh                                                             | 42 Wh                                                                  | 31,5 Wh                                                             | 42 Wh                                                                  | 42 Wh                                                                  | 28 Wh                                                                             | 38,2 Wh | 45 Wh | 26 Wh                                                               | 45 Wh                                                                  | 43,2 Wh                                                             | 38,2 Wh                                                             | 24 Wh                                                               | 51,5 Wh                                                             | 28 Wh                                                               | 46,5 Wh                                                                          |
| Gewicht                             | Gewicht                             | 680 g                                                               | 900 g                                                                  | 675 g                                                               | 920 g                                                                  | 800 g                                                                  | 622 g                                                                             | 766 g (Core m3); 786 g (Core i5/i7)                                                                             | 768–784 g | 521 g                                                               | i5: 770 g i7: 784 g                                                    | i5: 775 g i7: 790 g                                                 | 774 g                                                               | 544 g                                                               | 891 g                                                               | 544 g                                                               | 879 g 878 g                                                                      |
| Abmessungen (H×B×T)                 | Abmessungen (H×B×T)                 | 274,6 mm × 172,0 mm × 9,4 mm                                        | 274,6 mm × 173,0 mm × 13,5 mm                                          | 274,6 mm × 172,5 mm × 8,9 mm                                        | 274,6 mm × 172,5 mm × 13,5 mm                                          | 292,1 mm × 201,4 mm × 9,1 mm                                           | 267,0 mm × 187,0 mm × 8,7 mm                                                      | 292,1 mm × 201,4 mm × 8,45 mm                                                                                   | 292,1 mm × 201,4 mm × 8,45 mm                                                                                   | 245 mm × 175 mm × 8,30 mm                                           | 292 mm × 201 mm × 8,5 mm                                               | 292 mm × 201 mm × 8,5 mm                                            | 287 mm × 208 mm × 7,3 mm                                            | 245 mm × 175 mm × 8,30 mm                                           | 287 mm × 208 mm × 9,3 mm                                            | 245 mm × 175 mm × 8,30 mm                                           | 287 mm × 209 mm × 9,3 mm                                                         |
| Bildschirmgröße                     | Bildschirmgröße                     | 269 mm (10,6 Zoll)                                                  | 269 mm (10,6 Zoll)                                                     | 269 mm (10,6 Zoll)                                                  | 269 mm (10,6 Zoll)                                                     | 305 mm (12 Zoll)                                                       | 274 mm (10,8 Zoll)                                                                | 312,5 mm (12,3 Zoll)                                                                                            | 312,5 mm (12,3 Zoll)                                                                                            | 10 Zoll                                                             | 12,3 Zoll                                                              | 12,3 Zoll                                                           | 13 Zoll                                                             | 10,5 Zoll                                                           | 13 Zoll                                                             | 10,5 Zoll                                                           | 13 Zoll                                                                          |
| Bildschirmauflösung                 | Bildschirmauflösung                 | 1366 × 768 Pixel                                                    | 1920 × 1080 Pixel                                                      | 1920 × 1080 Pixel                                                   | 1920 × 1080 Pixel                                                      | 2160 × 1440 Pixel                                                      | 1920 × 1280 Pixel                                                                 | 2736 × 1824 Pixel (3:2, 267 PPI)                                                                                | 2736 × 1824 Pixel (3:2, 267 PPI)                                                                                | 1800 × 1200 Pixel (3:2, 217 PPI)                                    | 2736 × 1824 Pixel (3:2, 267 PPI)                                       | 2736 × 1824 Pixel (3:2, 267 PPI)                                    | 2880 × 1920 Pixel (3:2, 267 PPI)                                    | 1920 × 1280 (220 PPI)                                               | 2880 × 1920 Pixel (267 PPI)                                         | 1920 × 1280 (220 PPI)                                               | 2880 × 1920 (267 PPI)                                                            |
| Touch-Funktionalität                | Touch-Funktionalität                | 5-Punkt Multi-Touch                                                 | 10-Punkt Multi-Touch                                                   | 5-Punkt Multi-Touch                                                 | 10-Punkt Multi-Touch                                                   | 10-Punkt Multi-Touch                                                   | 10-Punkt Multi-Touch                                                              | 10-Punkt Multi-Touch                                                                                            | 10-Punkt Multi-Touch                                                                                            | 10-Punkt Multi-Touch                                                | 10-Punkt Multi-Touch                                                   | 10-Punkt Multi-Touch                                                | 10-Punkt Multi-Touch                                                | 10-Punkt Multi-Touch                                                | 10-Punkt Multi-Touch                                                | 10-Punkt Multi-Touch                                                | 10-Punkt Multi-Touch                                                             |
| Digitizer-Technik                   | Digitizer-Technik                   | nein                                                                | Wacom                                                                  | nein                                                                | Wacom                                                                  | N-trig (aktiv)                                                         | N-trig (aktiv)                                                                    | N-trig (aktiv)                                                                                                  | N-trig (aktiv)                                                                                                  | N-trig (aktiv)                                                      | N-trig (aktiv)                                                         | N-trig (aktiv)                                                      | N-trig (aktiv)                                                      | N-trig (aktiv)                                                      | N-trig (aktiv)                                                      | N-trig (aktiv)                                                      |                                                                                  |
| Aktuelles Betriebssystem            | Aktuelles Betriebssystem            | Windows RT 8.1                                                      | Windows 10 Pro                                                         | Windows RT 8.1                                                      | Windows 10 Pro                                                         | Windows 10 Pro                                                         | Windows 10 Home                                                                   | Windows 10 Pro                                                                                                  | Windows 10 Pro                                                                                                  | Windows 10 Home                                                     | Windows 11 Home / Windows 11 Pro (bei Fachhändlern)                    | Windows 11 Home / Windows 11 Pro (bei Fachhändlern)                 | Windows 11 Home / Windows 11 Pro (bei Fachhändlern)                 | Windows 11 Home / Windows 11 Pro (bei Fachhändlern)                 | Windows 11 Home / Windows 11 Pro (bei Fachhändlern)                 | Windows 11 Home                                                     | Windows 11 Home                                                                  |
| Kamera                              | hinten                              | 720p                                                                | 720p                                                                   | Foto: 5 Megapixel Video: 720p                                       | 720p                                                                   | Foto: 5 Megapixel (Fixfokus) Video: 1080p                              | Foto: 8 Megapixel Video: 1080p                                                    | Foto: 8 Megapixel (Autofokus) Video: 1080p                                                                      | Foto: 8 Megapixel (Autofokus) Video: 1080p                                                                      | Foto: 8 Megapixel (Autofokus) Video: 1080p                          | Foto: 8 Megapixel (Autofokus) Video: 1080p                             | Foto: 8 Megapixel (Autofokus) Video: 1080p                          | Foto: 10 Megapixel (Autofokus) Video: 4K                            | Foto: 8 Megapixel Video: 1080p                                      | Foto: 10 Megapixel (Autofokus) Video: 4K                            | Foto: 8 Megapixel Video: 1080p                                      | Foto: 10 Megapixel (Autofokus) Video: 4K                                         |
| Kamera                              | vorn                                | 720p                                                                | 720p                                                                   | Foto: 3,5 Megapixel Video: 720p                                     | 720p                                                                   | Foto: 5 Megapixel Video: 1080p                                         | Foto: 3,5 Megapixel Video: 1080p                                                  | Foto: 5 Megapixel Video: 1080p Infrarotkamera (Windows Hello)                                                   | Foto: 5 Megapixel Video: 1080p Infrarotkamera (Windows Hello)                                                   | Foto: 5 Megapixel Video: 1080p Infrarotkamera (Windows Hello)       | Foto: 5 Megapixel Video: 1080p Infrarotkamera (Windows Hello)          | Foto: 5 Megapixel Video: 1080p Infrarotkamera (Windows Hello)       | Foto: 5 Megapixel Video: 1080p Infrarotkamera (Windows Hello)       | Foto: 5 Megapixel Video: 1080p Infrarotkamera (Windows Hello)       | Foto: 5 Megapixel Video: 1080p Infrarotkamera (Windows Hello)       | Foto: 5 Megapixel Video: 1080p Infrarotkamera (Windows Hello)       | 1080p Full-HD-Video                                                              |
| System-on-a-Chip                    | SoC-Bezeichnung                     | Nvidia Tegra 3                                                      | Intel Core i5 3. Gen.                                                  | Nvidia Tegra 4                                                      | Intel Core i5 4. Gen.                                                  | Intel Core i3/i5/i7 4. Gen                                             | Intel Atom X7-Z8700                                                               | Intel Core m3/i5/i7 6. Gen                                                                                      | Intel Core m3/i5/i7 7. Gen                                                                                      | Intel Pentium Gold                                                  | Intel Core i5 / i7 8. Gen                                              | Intel Core i5 / i7 10. Gen                                          | Microsoft SQ1                                                       | Intel Pentium Gold 4425Y / Intel Core m3                            | Intel Core i5 / i7 11. Gen                                          | Intel Pentium Gold 6500Y / Intel Core i3 10100Y                     | Intel Core i5/i7 12. Gen. oder Microsoft SQ 3 NPU                                |
| System-on-a-Chip                    | Arbeitsspeicher                     | 2 GB                                                                | 4 GB                                                                   | 2 GB                                                                | 4 oder 8 GB                                                            | 4 oder 8 GB                                                            | 2 oder 4 GB                                                                       | 4, 8 oder 16 GB                                                                                                 | 4, 8 oder 16 GB                                                                                                 | 4 oder 8 GB                                                         | 8 oder 16 GB                                                           | 8 oder 16 GB                                                        | 8 oder 16 GB                                                        | 4 oder 8 GB                                                         | 8 GB, 16 GB, 32 GB                                                  | 4 oder 8 GB                                                         | 8 GB, 16 GB, 32 GB                                                               |
| Grafikkarte                         | Typ                                 | Nvidia Tegra 3                                                      | Intel HD Graphics 4000                                                 | Nvidia Tegra 4                                                      | Intel HD Graphics 4400                                                 | Intel HD Graphics 4200 / 4400 / 5000                                   | Intel HD Graphics (Cherry Trail)                                                  | Intel HD Graphics 515                                                                                           | Intel Iris Plus Graphics 640                                                                                    | Intel HD-Grafik 615                                                 | Intel UHD-Grafik 620                                                   | Intel Iris Pro                                                      | Microsoft SQ1 Adreno 685                                            | Intel UHD 615                                                       | Intel Iris Xe Graphics                                              | Intel UHD Graphics 615                                              | Intel Iris Xe-Grafik oder Microsoft SQ 3 Ardeno 8CX Gen 3                        |
| Konnektivität                       | Wi-Fi                               | 802.11a/b/g/n                                                       | 802.11a/b/g/n                                                          | 802.11a/b/g/n                                                       | 802.11a/b/g/n                                                          | 802.11 a/b/g/n/ac                                                      | 802.11 a/b/g/n/ac                                                                 | 802.11 a/b/g/n/ac                                                                                               | 802.11 a/b/g/n/ac                                                                                               | 802.11 a/b/g/n/ac                                                   | 802.11 a/b/g/n/ac                                                      | 802.11 a/b/g/n/ac/ax                                                |                                                                     | 802.11 a/b/g/n/ac/ax                                                | 802.11 a/b/g/n/ac/ax                                                | 802.11 a/b/g/n/ac/ax                                                | 802.11 ax                                                                        |
| Konnektivität                       | Bluetooth                           | Bluetooth 4.0                                                       | Bluetooth 4.0                                                          | Bluetooth 4.0 Low Energy                                            | Bluetooth 4.0 Low Energy                                               | Bluetooth 4.0 Low Energy                                               | Bluetooth 4.0 Low Energy                                                          | Bluetooth 4.0 Low Energy                                                                                        | Bluetooth 4.0 Low Energy                                                                                        | Bluetooth 4.0 Low Energy                                            | Bluetooth 4.1                                                          | Bluetooth 5.0                                                       | Bluetooth 5.0                                                       | Bluetooth 5.0                                                       | Bluetooth 5.1                                                       | Bluetooth 5.0                                                       | Bluetooth 5.1                                                                    |
| Konnektivität                       | Mobilfunk                           | nein                                                                | nein                                                                   | LTE (optional)                                                      | nein                                                                   | nein                                                                   | LTE (optional)                                                                    | nein | LTE (optional)                                                                                                  | LTE (optional)                                                      | LTE (optional)                                                         | nein                                                                | LTE                                                                 | LTE (optional)                                                      | nein                                                                | LTE (optional)                                                      | 4G / 5G                                                                          |
| Anschlüsse                          | Anschlüsse                          | microSDXC, USB 2.0, Headsetanschluss, Micro HDMI, Coveranschluss    | microSDXC, USB 3.0, Headsetanschluss, Mini DisplayPort, Coveranschluss | microSDXC, USB 3.0, Headsetanschluss, Micro HDMI, Coveranschluss    | microSDXC, USB 3.0, Headsetanschluss, Mini DisplayPort, Coveranschluss | microSDXC, USB 3.0, Headsetanschluss, Mini DisplayPort, Coveranschluss | microSDXC, USB 3.0, Headsetanschluss, Mini DisplayPort, Coveranschluss            | microSDXC, USB 3.0, Headsetanschluss, Mini DisplayPort, Coveranschluss                                          | microSDXC, USB 3.0, Headsetanschluss, Mini DisplayPort, Coveranschluss                                          | microSDXC, USB-C, Headsetanschluss                                  | microSDXC, USB 3.0, Headsetanschluss, Mini DisplayPort, Coveranschluss | microSDXC, USB 3.0, Headsetanschluss, USB-C, Coveranschluss         | 2 × USB-C. Surface Connect, microSDXC. nanoSIM, Coveranschluss      | microSDXC, USB-C, Kopfhörer, Surface Connect                        | 2 × USB-C. Surface Connect, Coveranschluss                          | microSDXC, USB-C, Kopfhörer, Surface Connect                        | 2 × USB-C mit USB 4.0/Thunderbold 4, Surface Connect, Surface Type Cover nanoSIM |
| Lautsprecher                        | Lautsprecher                        | Stereo-Lautsprecher                                                 | Stereo-Lautsprecher                                                    | Stereo-Lautsprecher mit Dolby-Sound                                 | Stereo-Lautsprecher mit Dolby-Sound                                    | Stereo-Lautsprecher mit Dolby-Sound                                    | Stereo-Lautsprecher mit Dolby-Sound                                               | Stereo-Lautsprecher mit Dolby-Sound                                                                             | Stereo-Lautsprecher mit Dolby-Sound                                                                             | Stereo-Lautsprecher mit Dolby-Sound                                 | Stereo-Lautsprecher mit Dolby-Sound                                    | Stereo-Lautsprecher mit Dolby-Sound                                 | Stereo-Lautsprecher mit Dolby-Sound                                 | Stereo-Lautsprecher mit Dolby-Sound                                 | Stereo-Lautsprecher mit Dolby-Sound                                 | Stereo-Lautsprecher mit Dolby-Sound                                 | 2-Watt-Stereo mit Dolby Atmos                                                    |
| Ladeanschluss                       | Ladeanschluss                       | proprietär magnetisch                                               | proprietär magnetisch                                                  | proprietär magnetisch                                               | proprietär magnetisch                                                  | proprietär magnetisch                                                  | Micro-USB                                                                         | Surface Connect                                                                                                 | Surface Connect                                                                                                 | Surface Connect                                                     | Surface Connect                                                        | Surface Connect                                                     | Surface Connect                                                     | Surface Connect                                                     | Surface Connect                                                     | Surface Connect                                                     | Surface Connect                                                                  |
| Klappständer                        | Klappständer                        | 1 Position                                                          | 1 Position                                                             | 2 Positionen                                                        | 2 Positionen                                                           | stufenlos                                                              | 3 Positionen                                                                      | stufenlos | stufenlos | stufenlos                                                           | stufenlos                                                              | stufenlos                                                           | stufenlos                                                           | stufenlos                                                           | stufenlos                                                           | stufenlos                                                           | stufenlos                                                                        |
| Sensoren                            | Sensoren                            | Umgebungslichtsensor, Beschleunigungssensor, Gyroskop, Magnetometer | Umgebungslichtsensor, Beschleunigungssensor, Gyroskop, Magnetometer    | Umgebungslichtsensor, Beschleunigungssensor, Gyroskop, Magnetometer | Umgebungslichtsensor, Beschleunigungssensor, Gyroskop, Magnetometer    | Umgebungslichtsensor, Beschleunigungssensor, Gyroskop, Magnetometer    | Umgebungslichtsensor, Beschleunigungssensor, Gyroskop, Magnetometer               | Umgebungslichtsensor, Beschleunigungssensor, Gyroskop, Magnetometer                                             | Umgebungslichtsensor, Beschleunigungssensor, Gyroskop, Magnetometer                                             | Umgebungslichtsensor, Beschleunigungssensor, Gyroskop, Magnetometer | Umgebungslichtsensor, Beschleunigungssensor, Gyroskop, Magnetometer    | Umgebungslichtsensor, Beschleunigungssensor, Gyroskop, Magnetometer | Umgebungslichtsensor, Beschleunigungssensor, Gyroskop, Magnetometer | Umgebungslichtsensor, Beschleunigungssensor, Gyroskop, Magnetometer | Umgebungslichtsensor, Beschleunigungssensor, Gyroskop, Magnetometer | Umgebungslichtsensor, Beschleunigungssensor, Gyroskop, Magnetometer | Umgebungslichtsensor, Beschleunigungssensor, Gyroskop, Magnetometer              |

### Surface Notebook-Computer

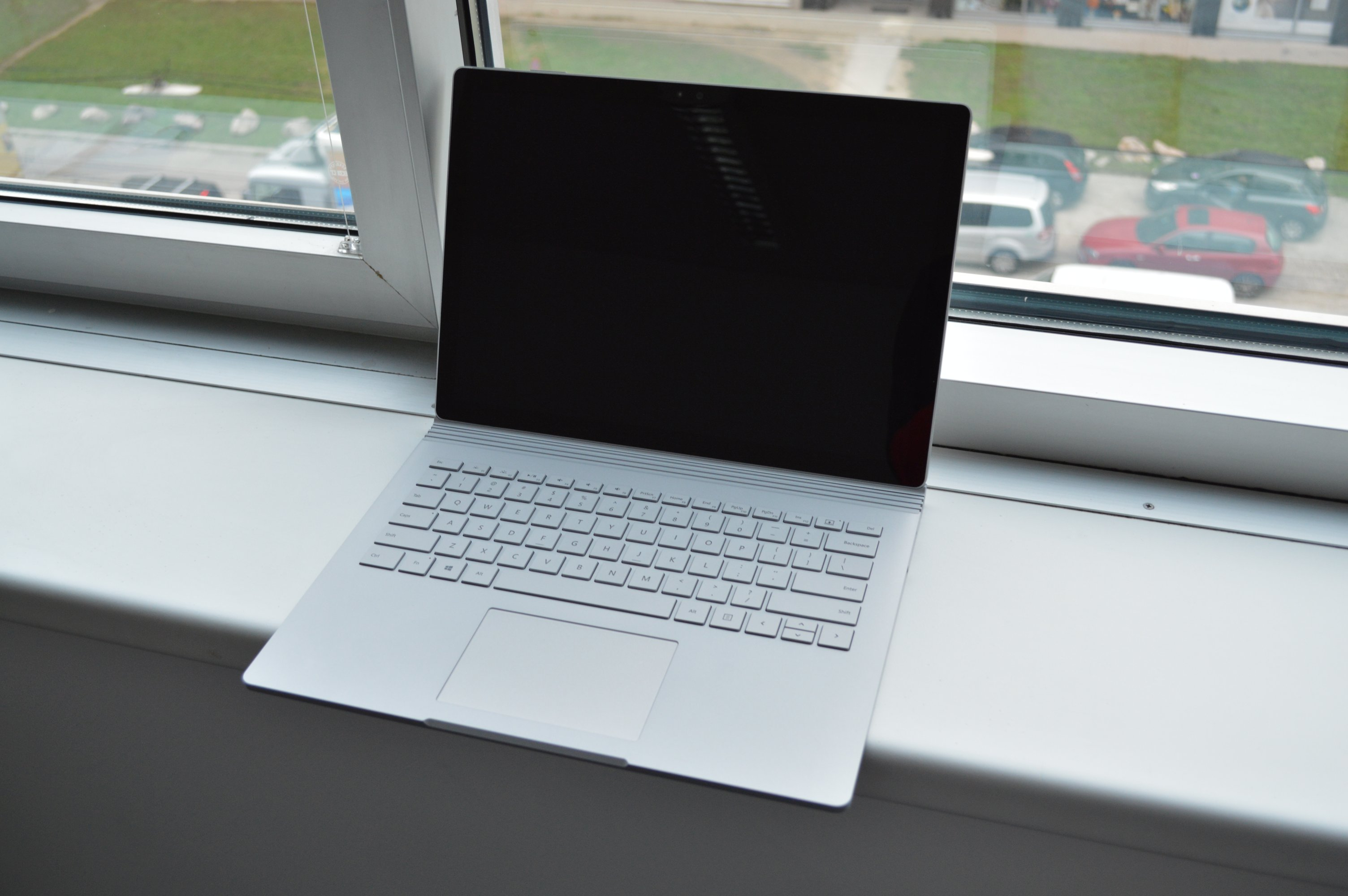
Surface Book

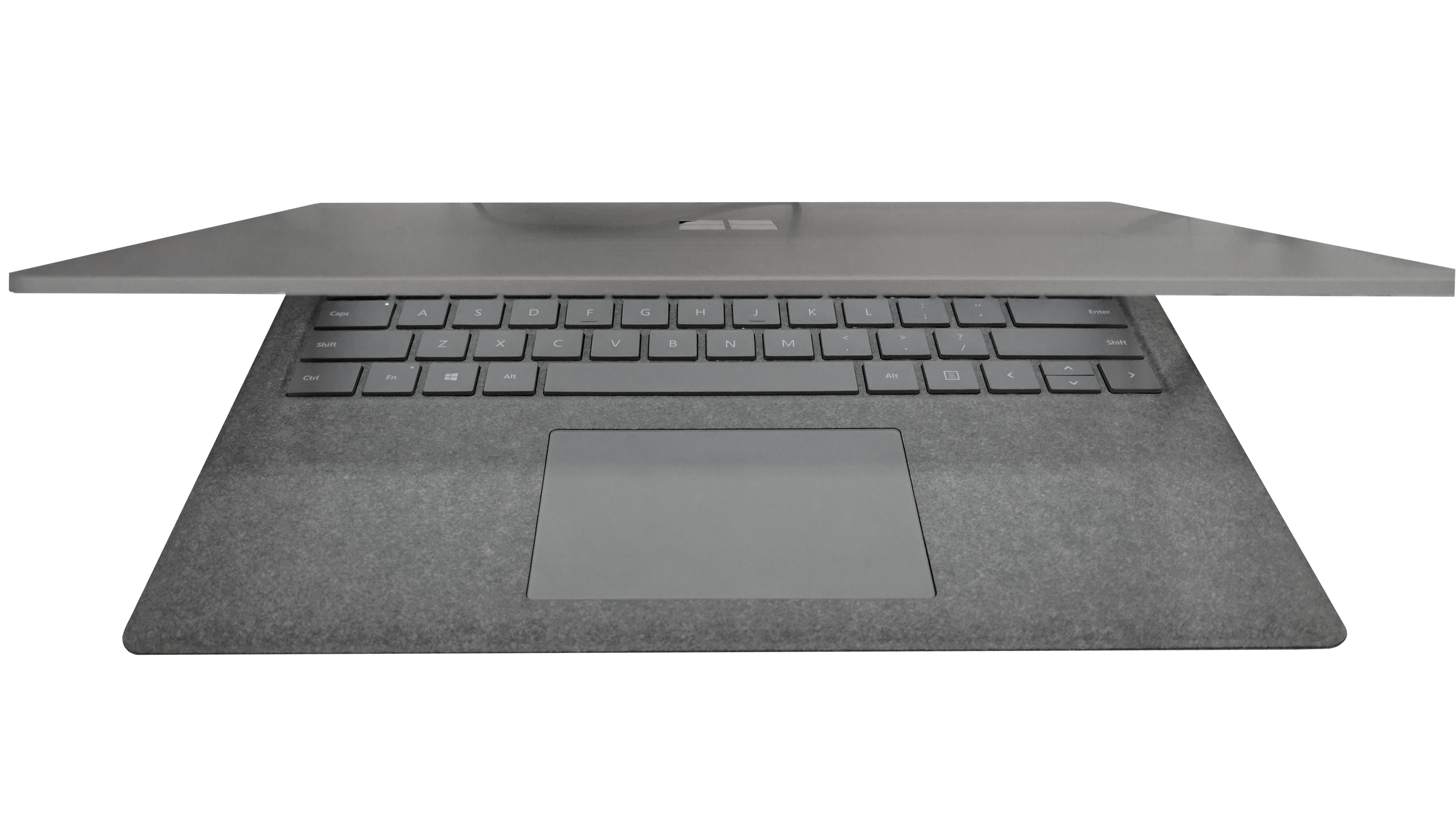
Surface Laptop

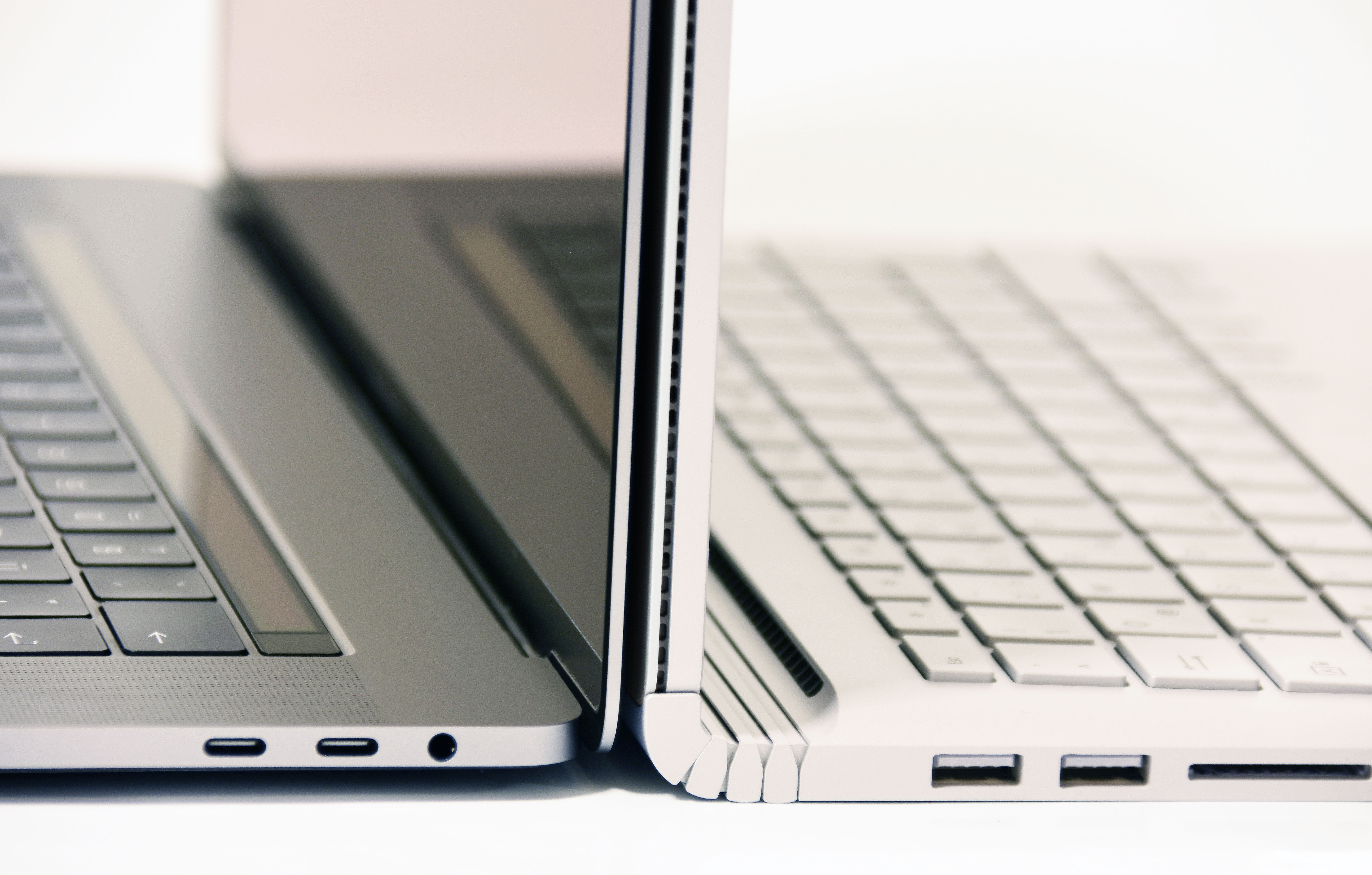
Das Surface Book 2 (rechts) neben dem MacBook Pro

| Verkaufsbezeichnung (Einführung)    | Surface Book (Herbst 2015)                                               | Surface Book with Performance Base (Herbst 2016)                         | Surface Laptop (Frühjahr 2017)                                  | Surface Book 2 13,5 (Herbst 2017)                                             | Surface Book 2 15 (Herbst 2017)                                               | Surface Laptop 2 (Herbst 2018)                                  | Surface Laptop 3 13,5 (Herbst 2019)                | Surface Laptop 3 15 (Herbst 2019)                  | Surface Book 3 13,5                                                           | Surface Book 3 15                                                             | Surface Laptop Go                                | Surface Laptop 5 (Herbst 2022)                                          |
| ----------------------------------- | ------------------------------------------------------------------------ | ------------------------------------------------------------------------ | --------------------------------------------------------------- | ----------------------------------------------------------------------------- | ----------------------------------------------------------------------------- | --------------------------------------------------------------- | -------------------------------------------------- | -------------------------------------------------- | ----------------------------------------------------------------------------- | ----------------------------------------------------------------------------- | ------------------------------------------------ | ----------------------------------------------------------------------- |
| Vertriebsstatus (seitens Microsoft) | Verkauf eingestellt                                                      | Verkauf eingestellt                                                      | Verkauf eingestellt                                             | Verkauf eingestellt                                                           | Verkauf eingestellt                                                           | Verkauf eingestellt                                             | Verkauf eingestellt                                | Verkauf eingestellt                                | Verkauf eingestellt                                                           | Verkauf eingestellt                                                           | Verkauf eingestellt                              | Verfügbar (als Certified Refurbished)                                   |
| Speicher                            | 128 GB / 256 GB / 512 GB / 1 TB                                          | 256 GB / 512 GB / 1 TB                                                   | 128 GB / 256 GB / 512 GB                                        | 256 GB / 512 GB / 1 TB                                                        | 256 GB / 512 GB / 1 TB                                                        | 128 GB / 256 GB / 512 GB / 1 TB                                 | 128 GB / 256 GB / 512 GB / 1 TB                    | 128 GB / 256 GB / 512 GB / 1 TB                    | 256 GB / 512 GB / 1024 GB                                                     | 256 GB / 512 GB / 1024 GB                                                     | 64 GB / 128 GB / 256 GB                          | 256 GB / 512 GB / 1 TB                                                  |
| Akkulaufzeit (laut Hersteller)      | 12 Stunden (als Tablet 3 Stunden)                                        | 16,5 Stunden (als Tablet 3 Stunden)                                      | 14,5 Stunden                                                    | 17 Stunden (als Tablet 5 Stunden)                                             | 17 Stunden (als Tablet 5 Stunden)                                             | 14,5 Stunden                                                    | 11,5 Stunden                                       | 11,5 Stunden                                       | 17,5 Stunden                                                                  | 17,5 Stunden                                                                  | 13 Stunden                                       | 13,5 Zoll: 18 Stunden 15 Zoll: 17 Stunden                               |
| Akkukapazität                       | 69 Wh (18 + 51 Wh)                                                       | 81 Wh (18 + 63 Wh)                                                       | 45,2 Wh                                                         | i5: 69 Wh (18 + 51 Wh) i7: 75,3 Wh (18 + 57,3 Wh)                             | 90 Wh (23 + 67 Wh)                                                            | 45,2 Wh                                                         |                                                    |                                                    |                                                                               |                                                                               |                                                  |                                                                         |
| Gewicht                             | 1576 Gramm                                                               | 1674 Gramm                                                               | 1252 Gramm                                                      | 1533 Gramm                                                                    | 1905 Gramm                                                                    | 1,2 kg                                                          | 1,29 kg                                            | 1,54 kg                                            | i5: 1,534 kg i7: 1,642 kg                                                     | 1,905 kg                                                                      | 1,1 kg                                           | 13,5 Zoll: 1,297kg 15 Zoll: 1,560 kg                                    |
| Bildschirmgröße                     | 13,5 Zoll                                                                | 13,5 Zoll                                                                | 13,5 Zoll                                                       | 13,5 Zoll                                                                     | 15 Zoll                                                                       | 13,5 Zoll                                                       | 13,5 Zoll                                          | 15 Zoll                                            | 13,5 Zoll                                                                     | 15 Zoll                                                                       | 12,4 Zoll                                        | 13,5 Zoll / 15 Zoll                                                     |
| Bildschirmauflösung                 | 3.000 × 2.000 (3:2, 267 PPI)                                             | 3.000 × 2.000 (3:2, 267 PPI)                                             | 2256 × 1504 (3:2, 201 PPI)                                      | 3.000 × 2.000 (3:2, 267 PPI)                                                  | 3240 × 2160 (3:2, 260 PPI)                                                    | 2256 × 1504 (3:2, 201 PPI)                                      | 2256 × 1504 (3:2, 201 PPI)                         | 2496 × 1664 (3:2, 201 PPI)                         | 3.000 × 2.000 (3:2, 267 PPI)                                                  | 3240 × 2160 (3:2, 260 PPI)                                                    | 1536 × 1024 (3:2, 148 PPI)                       | 13,5 Zoll: 2256 × 1540 (201 PPI) 2496 × 1664 (201 PPI)                  |
| Touch-Funktionalität                | 10-Punkt Multi-Touch                                                     | 10-Punkt Multi-Touch                                                     | 10-Punkt Multi-Touch                                            | 10-Punkt Multi-Touch                                                          | 10-Punkt Multi-Touch                                                          | 10-Punkt Multi-Touch                                            | 10-Punkt Multi-Touch                               | 10-Punkt Multi-Touch                               | 10-Punkt Multi-Touch                                                          | 10-Punkt Multi-Touch                                                          | 10-Punkt Multi-Touch                             | 10-Punkt Multi-Touch                                                    |
| Digitizer-Technik                   | N-trig (aktiv)                                                           | N-trig (aktiv)                                                           | N-trig (aktiv)                                                  | N-trig (aktiv)                                                                | N-trig (aktiv)                                                                | N-trig (aktiv)                                                  | N-trig (aktiv)                                     | N-trig (aktiv)                                     | N-trig (aktiv)                                                                | N-trig (aktiv)                                                                | N-trig (aktiv)                                   | N-trig (aktiv)                                                          |
| Aktuelles Betriebssystem            | Windows 10 Pro                                                           | Windows 10 Pro                                                           | Windows 10 S                                                    | Windows 10 Pro                                                                | Windows 10 Pro                                                                | Windows 10 Home (Pro bei Fachhändlern)                          | Windows 10 Home (Pro bei Fachhändlern)             | Windows 10 Home (Pro bei Fachhändlern)             | Windows 10 Home (Pro bei Fachhändlern)                                        | Windows 10 Home (Pro bei Fachhändlern)                                        | Windows 10 Home (Pro bei Fachhändlern)           | Windows 11 Home                                                         |
| Kamera                              | Foto: 8 Megapixel (Autofokus) Video: 1080p                               | Foto: 8 Megapixel (Autofokus) Video: 1080p                               | nicht vorhanden                                                 | Foto: 8 Megapixel (Autofokus) Video: 1080p                                    | Foto: 8 Megapixel (Autofokus) Video: 1080p                                    | nicht vorhanden                                                 | nicht vorhanden                                    | nicht vorhanden                                    | Foto: 8 Megapixel (Autofokus) Video: 1080p                                    | Foto: 8 Megapixel (Autofokus) Video: 1080p                                    | nicht vorhanden                                  | nicht vorhanden                                                         |
| Kamera                              | Foto: 5 Megapixel Video: 1080p Infrarotkamera (Windows Hello)            | Foto: 5 Megapixel Video: 1080p Infrarotkamera (Windows Hello)            | 720p-Frontkamera Infrarotkamera (Windows Hello)                 | Foto: 5 Megapixel Video: 1080p Infrarotkamera (Windows Hello)                 | Foto: 5 Megapixel Video: 1080p Infrarotkamera (Windows Hello)                 | 720p-Frontkamera Infrarotkamera (Windows Hello)                 | 720p-Frontkamera Infrarotkamera (Windows Hello)    | 720p-Frontkamera Infrarotkamera (Windows Hello)    | Foto: 5 Megapixel Video: 1080p Infrarotkamera (Windows Hello)                 | Foto: 5 Megapixel Video: 1080p Infrarotkamera (Windows Hello)                 | 720p                                             | HD-Frontkamera mit 720p                                                 |
| System-on-a-Chip                    | Intel Core i5/i7                                                         | Intel Core i7                                                            | Intel Core m3 /i5/i7                                            | Intel Core i5/i7 7./8. Generation                                             | Intel Core i5/i7 7./8. Generation                                             | Intel Core i5/i7 7./8. Generation                               | Intel Core i5/i7 10. Generation                    | AMD Ryzen 5/7                                      | Intel Core i5/i7                                                              | Intel Core i7                                                                 | Intel Core i5 (10. Gen)                          | 13,5 Zoll: Intel Core i5/i7 15 Zoll: Intel Core i7                      |
| System-on-a-Chip                    | 4, 8 oder 16 GB                                                          | 16 GB                                                                    | 4, 8 oder 16 GB                                                 | 8 GB / 16 GB                                                                  | 8 GB / 16 GB                                                                  | 8 GB / 16 GB                                                    | 8 GB / 16 GB                                       | 8 GB / 16 GB                                       | 8 GB / 16 GB / 32 GB                                                          | 16 GB / 32 GB                                                                 | 4, 8, 16 GB                                      | 8 GB / 16 GB / 32 GB                                                    |
| Grafikkarte                         | NVIDIA GeForce GPU                                                       | NVIDIA GeForce GTX 965M                                                  | Intel HD 620 (i5) / Intel Iris Plus 640 (i7)                    | Intel HD Grafikkarte / NVIDIA Geforce GTX 1050                                | Intel HD Grafikkarte / NVIDIA Geforce GTX 1060                                | Intel UHD-Grafik 620                                            | Intel Iris Plus                                    | AMD Radeon Vega 9 / AMD Radeon RX Vega 11          | i5: Intel Iris Plus i7: NVIDIA GeForce GTX1650                                | NVIDIA GeForce GTX 1660 Ti                                                    | Intel UHD-Grafik                                 | Intel Iris Xe-Grafik                                                    |
| Grafikkarte                         | 1 GB                                                                     | 2 GB                                                                     | nicht vorhanden                                                 | 2 GB                                                                          | 6 GB                                                                          | nicht vorhanden                                                 | nicht vorhanden                                    | nicht vorhanden                                    | i7: 4 GB GDDR5                                                                | 6 GB GDDR6                                                                    | nicht vorhanden                                  | nicht vorhanden                                                         |
| Konnektivität                       | 802.11a/b/g/n                                                            | 802.11a/b/g/n                                                            | 802.11a/b/g/n                                                   | 802.11a/b/g/n                                                                 | 802.11a/b/g/n                                                                 | 802.11a/b/g/n                                                   | 802.11a/b/g/n                                      | 802.11a/b/g/n                                      | WLAN 6 802.11ax                                                               | WLAN 6 802.11ax                                                               | WLAN 6 802.11ax                                  | WLAN 802.11ax                                                           |
| Konnektivität                       | Bluetooth 4.0                                                            | Bluetooth 4.0                                                            | Bluetooth 4.0 LE                                                | Bluetooth 4.1                                                                 | Bluetooth 4.1                                                                 | Bluetooth 4.0 LE                                                | Bluetooth 5.0                                      | Bluetooth 5.0                                      | Bluetooth 5.0                                                                 | Bluetooth 5.0                                                                 | Bluetooth 5.0                                    | Bluetooth 5.1                                                           |
| Konnektivität                       | nein                                                                     |                                                                          |                                                                 |                                                                               |                                                                               |                                                                 |                                                    |                                                    |                                                                               |                                                                               |                                                  |                                                                         |
| Anschlüsse                          | 2× USB 3.0, SD-Karte, Surface Connect, Kopfhörerbuchse, Mini-DisplayPort | 2× USB 3.0, SD-Karte, Surface Connect, Kopfhörerbuchse, Mini-DisplayPort | 1 × USB 3.0, Surface-Connect, Kopfhörerbuchse, Mini-DisplayPort | 2 × USB 3.0, USB-C, 2 × Surface Connect, Kopfhörerbuchse, microSD-Kartenleser | 2 × USB 3.0, USB-C, 2 × Surface Connect, Kopfhörerbuchse, microSD-Kartenleser | 1 × USB 3.0, Surface-Connect, Kopfhörerbuchse, Mini-DisplayPort | 1 × USB A, Surface-Connect, Kopfhörerbuchse, USB-C | 1 × USB A, Surface-Connect, Kopfhörerbuchse, USB-C | 2 × USB 3.1, USB-C, 2 × Surface Connect, Kopfhörerbuchse, microSD-Kartenleser | 2 × USB 3.1, USB-C, 2 × Surface Connect, Kopfhörerbuchse, microSD-Kartenleser | USB 3.1, Surface-Connect, Kopfhörerbuchse, USB-C | USB-C mit USB 4.0/Thunderbold, USB-A 3.1, 3,5mm-Klinke, Surface Connect |
| Lautsprecher                        | Stereo-Lautsprecher                                                      | Stereo-Lautsprecher                                                      | Stereo-Lautsprecher                                             | Stereo-Lautsprecher                                                           | Stereo-Lautsprecher                                                           | Stereo-Lautsprecher                                             | Stereo-Lautsprecher                                | Stereo-Lautsprecher                                | Stereo-Lautsprecher                                                           | Stereo-Lautsprecher                                                           | Stereo-Lautsprecher                              | Omnisonic mit Dolby Atmos                                               |
| Ladeanschluss                       | Surface Connect                                                          | Surface Connect                                                          | Surface Connect                                                 | Surface Connect                                                               | Surface Connect                                                               | Surface Connect                                                 | Surface Connect                                    | Surface Connect                                    | Surface Connect                                                               | Surface Connect                                                               | Surface Connect                                  | Surface Connect                                                         |
| Klappständer                        | nicht vorhanden                                                          | nicht vorhanden                                                          | nicht vorhanden                                                 | nicht vorhanden                                                               | nicht vorhanden                                                               | nicht vorhanden                                                 | nicht vorhanden                                    | nicht vorhanden                                    | nicht vorhanden                                                               | nicht vorhanden                                                               | nicht vorhanden                                  | nicht vorhanden                                                         |
| Sensoren                            | Umgebungslichtsensor, Beschleunigungssensor, Gyroskop, Magnetometer      | Umgebungslichtsensor, Beschleunigungssensor, Gyroskop, Magnetometer      | Umgebungslichtsensor                                            | Umgebungslichtsensor, Beschleunigungssensor, Gyroskop, Magnetometer           | Umgebungslichtsensor, Beschleunigungssensor, Gyroskop, Magnetometer           | Umgebungslichtsensor                                            | Umgebungslichtsensor                               | Umgebungslichtsensor                               | Umgebungslichtsensor, Beschleunigungssensor, Gyroskop, Magnetometer           | Umgebungslichtsensor, Beschleunigungssensor, Gyroskop, Magnetometer           | Umgebungslichtsensor, Fingerabdrucksensor        | Umgebungslichtsensor                                                    |

### Surface All-in-One-Computer
| Verkaufsbezeichnung (Einführung)    | Verkaufsbezeichnung (Einführung)    | Surface Studio (Herbst 2016)                                                             | Surface Studio 2 (Herbst 2018)                                                                                          | Surface Studio 2+ (Herbst 2022)                                                       |
| ----------------------------------- | ----------------------------------- | ---------------------------------------------------------------------------------------- | --- | ------------------------------------------------------------------------------------- |
| Vertriebsstatus (seitens Microsoft) | Vertriebsstatus (seitens Microsoft) | Verkauf eingestellt (Deutschland)                                                        | Verkauf eingestellt (Deutschland)                                                                                       | Verkauf eingestellt (Deutschland)                                                     |
| Speicher                            | Speicher                            | 1088, 1152 oder 2176 GB (HDD-SSD-kombiniert)                                             | 1 TB oder 2 TB SSD | 1 TB SSD                                                                              |
| Bildschirmgröße                     | Bildschirmgröße                     | 28 Zoll                                                                                  | 28 Zoll | 28 Zoll                                                                               |
| Bildschirmauflösung                 | Bildschirmauflösung                 | 4500 × 3000 (3:2, 192 PPI)                                                               | 4500 × 3000 (3:2, 192 PPI)                                                                                              | 4500 × 3000 (3:2, 192 PPI)                                                            |
| Touch-Funktionalität                | Touch-Funktionalität                | 10-Punkt Multi-Touch                                                                     | 10-Punkt Multi-Touch | 10-Punkt Multi-Touch                                                                  |
| Digitizer-Technik                   | Digitizer-Technik                   | N-trig (aktiv)                                                                           | N-trig (aktiv) | N-trig (aktiv)                                                                        |
| Aktuelles Betriebssystem            | Aktuelles Betriebssystem            | Windows 10 Pro                                                                           | Windows 10 Pro | Windows 11 Pro                                                                        |
| Kamera                              | hinten                              | nicht vorhanden                                                                          | nicht vorhanden | nicht vorhanden                                                                       |
| Kamera                              | vorn                                | Foto: 1920 × 1080 Pixel (5 MP) Video: 1080p Infrarotkamera (Windows Hello)               | Foto: 1920 × 1080 Pixel (5 MP) Video: 1080p Infrarotkamera (Windows Hello)                                              | Gesichtserkennung (Windows Hello) Full-HD mit 1080p                                   |
| System-on-a-Chip                    | SoC-Bezeichnung                     | Intel Core i5/i7 Gen. 6                                                                  | Intel Core i7-7820HQ | Intel Core i7-11370H 11. Gen.                                                         |
| System-on-a-Chip                    | Arbeitsspeicher                     | 8, 16 oder 32 GB                                                                         | 16 GB oder 32 GB | 32 GB                                                                                 |
| Grafikkarte                         | Typ                                 | NVIDIA GeForce GTX965M, GTX980M                                                          | NVIDIA GeForce GTX 1060, GTX 1070                                                                                       | NVIDIA GeForce RTX 3060                                                               |
| Grafikkarte                         | Grafikspeicher                      | 2 GB / 4 GB                                                                              | 6 GB / 8 GB | 6 GB                                                                                  |
| Konnektivität                       | Wi-Fi                               | 802.11ac, IEEE 802.11 a/b/g/n                                                            | 802.11ac, IEEE 802.11 a/b/g/n                                                                                           | 802.11ax                                                                              |
| Konnektivität                       | Bluetooth                           | Bluetooth 4.0                                                                            | Bluetooth 4.1 | Bluetooth 5.1                                                                         |
| Konnektivität                       | Mobilfunk                           | nicht vorhanden                                                                          | nicht vorhanden | nicht vorhanden                                                                       |
| Audio                               |                                     | 2.1-Stereolautsprecher mit Dolby® Audio™ Premium                                         | 2.1-Stereolautsprecher mit Dolby® Audio™ Premium                                                                        | Stereo 2.1 mit Dolby Atmos                                                            |
| Anschlüsse                          | Anschlüsse                          | 4 × USB 3.0, SDXC-Kartenleser, Mini DisplayPort, Kopfhörerbuchse, RJ45-Netzwerkanschluss | 4 × USB 3.0 Typ A (3.1 Gen.1), 1 × USB 3.0 Typ C (3.1 Gen.1), SDXC-Kartenleser, Kopfhörerbuchse, RJ45-Netzwerkanschluss | 3 × USB-C mit USB 4.0/Thunderbold 4, 2 × USB-A 3.1, 3,5 mm Klinke, 1 Gigabit-Ethernet |

## Zubehör

### Surface Dock
Je nach Modell und Art der benötigten Anschlüsse für Peripheriegeräte (RJ45-Netzwerkanschluss, USB Typ A und C, SD-Kartenleser, DisplayPort, HDMI und 3,5mm-Klinke) bietet Microsoft unter dem Namen Surface Dock verschiedene Dockingstationen an.
Die erste Generation der Dockingstationen wurde über die proprietäre Schnittstelle Surface Connect mit dem Gerät verbunden. In der zweiten Generation wird die USB-C-Schnittstelle für die Verbindung genutzt.
Alle Dockingstationen der Surface-Dock-Serie dienen auch zur Stromversorgung und zum Aufladen des Gerätes. Darüber hinaus bietet Microsoft unter dem Namen Surface USB-C Travel Hub einen tragbaren Adapter für verschiedene Peripheriegerät an, der jedoch keine Stromversorgung ermöglicht.

### Type-Cover
Microsoft hat spezielle Hüllen entwickelt, die mit beiden Versionen des Surface mithilfe von Magneten verbunden werden können. Diese Cover dienen einerseits zum Schutz der Bildschirmseite, andererseits auch als Tastatur. Dabei ist das Touch Cover 3 mm dick und bietet eine berührungsempfindliche Innenseite, die als Tastatur verwendet werden kann, sowie ein Touchpad. Es ist in fünf verschiedenen Farben erhältlich. Befestigt man ein solches Cover am Gerät, so nimmt der Hintergrund der Modern-UI-Oberfläche die Farbe des Covers an. Das Type Cover ist mit 5 mm dicker und bietet echte Tasten mit 1,5 mm Hub und ebenfalls ein Touchpad.
Beim Umklappen des Covers zur Benutzung des Geräts als reines Tablet (z. B. mit der Bildschirmtastatur) reagiert das Tablet automatisch nicht mehr auf Tasteneingaben auf dem Cover. Bei Verwendung des Covers und des integrierten Ständers ist der Blickwinkel der Rückkamera angepasst, sodass dieser nicht nach unten (z. B. auf den Tisch), sondern in die Horizontale zeigt, da die Kamera um 22 Grad geneigt ist.
Mit der zweiten Generation wurden auch die neuen Touch und Type Cover vorgestellt, die zusätzlich eine Hintergrundbeleuchtung besitzen und dünner sind. Neu ist das Power Cover, das einen Zusatzakku enthält, der die Akkulaufzeit verlängern soll. Dieses funktioniert mit beiden Generationen des Surface Pro und dem Surface 2.
Das Type Cover 3 ist an die neue Größe des Pro 3 angepasst.
Das Type Cover 4 bietet einige deutliche Verbesserungen gegenüber seinen Vorgängern: Die Tasten haben nun größere Abstände und erinnern somit mehr an eine klassische Notebook-Tastatur. Das Touchpad ist außerdem nun aus Glas. Zudem ist eine neue Variante mit Fingerabdrucksensor erhältlich.
Zusammen mit dem Surface Pro (2017) stellte Microsoft auch ein neues, überarbeitetes Type Cover vor. Besonders ist hier die Oberfläche aus Alcantara.
Auch ein spezielles Type Cover für das Surface Go ist erhältlich, was sich in der Größe von den anderen unterscheidet.

### Surface Stift
Ein weiteres klassisches Zubehör des Surface Pro ist der Surface-Stift (Surface Pen), welcher als digitaler Eingabestift dient. Der aktuelle Stift der 5. Generation besitzt 4096 Druckstufen und ist optional in verschiedenen Farbausführungen erhältlich.

### Surface Tastatur
Auch Bluetooth-Tastaturen bietet Microsoft als Zubehör zur Surface-Reihe an. Es gibt eine klassische Bluetooth-Tastatur, das Surface Keyboard, die identische bloß mit Fingerabdrucksensor, das sogenannte Surface Modern Keyboard sowie eine Tastatur, welche ergonomische Vorteile bieten soll, die Surface Ergonomische Tastatur.

### Surface Dial

Tortenmenü des Surface Dials mit drei Standardoptionen und einer anwendungsspezifischen Option (Wikipedia öffnen)

Beim Surface Dial handelt es sich um ein Human Interface Device (HID), mit dem ab Microsoft Windows 10 (Version 1607) ein systemweites und durch Anwendungen erweiterbares Tortenmenü bedient werden kann.
Das Gerät ist zylinderförmig aufgebaut mit einem Durchmesser von ca. 6 cm und einer Höhe von ca. 3 cm. Es wird ähnlich wie ein Mausrad bedient, mit dem Unterschied, dass es sich nicht vertikal, sondern horizontal drehen lässt. Zudem kann es wie die mittlere Maustaste gedrückt werden. Um dem Benutzer ein haptisches Feedback bei der Bedienung zu geben, kann das Gerät vibrieren.
Zur Kommunikation mit dem PC wird Bluetooth 4.0 Low Energy verwendet. Die Stromversorgung erfolgt durch zwei AAA-Batterien.
Das Gerät kann prinzipiell mit jedem PC genutzt werden, der über die zuvor genannten Hard- und Softwarevoraussetzungen verfügt.
Unter einigen Geräten aus der Surface-Studio- und Surface-Pro-Reihe, kann man das Gerät auch auf dem Bildschirm aufsetzen. Dadurch vergrößert sich das Tortenmenü und Anwendungen wird die Koordinate des Rad-Mittelpunkts und die kreisförmige Abmessung des Geräts mitgeteilt. Die Anwendungen können dies nutzen, um zusätzliche Funktionen anzubieten, wie beispielsweise ein frei rotierbares Lineal. Ebenso kann (basierend auf der Position und den Abmessungen des Geräts) ein benutzerdefiniertes Tortenmenü (z. B. ein Farbrad) gezeichnet werden.
Surface Dial wird vor allem in Bildbearbeitungsprogrammen, wie beispielsweise Adobe Photoshop, Adobe Illustrator, Paint 3D und PaintShop Pro genutzt. Hier können unter anderem Werkzeuge, Strichstärken oder Farben ausgewählt und die Größe, Drehung und Deckkraft von Elementen stufenlos angepasst werden.
Abseits dieser Domäne gibt es allerdings nur sehr wenige namhafte Programme, wie beispielsweise die Windows Medienwiedergabe, die Gebrauch von Surface Dial machen.
Neben den anwendungsspezifischen Operationen, werden auch bis zu sechs systemweite Operationen (z. B. Lautstärke ↕, Helligkeit ↕, Zoom ↕, Bildlauf ↕) bereitgestellt.
Zusätzlich können in den Einstellungen von Windows für jedes installierte Programm mehrere benutzerdefinierte Tools angelegt werden. Jedes Tool umfasst drei Gesten (nach links drehen, nach rechts drehen und anklicken), für die man jeweils eine Tastenkombination zuweisen kann.
Hinterlegt man beispielsweise die Tastenkombination Strg + Bild ↑ für die Geste nach links drehen und Strg + Bild ↓ für nach rechts drehen, kann man in fast allen modernen Webbrowsern durch Drehung zwischen den Registerkarten navigieren (Tabbed Browsing), auch wenn derzeit kein Webbrowser Surface Dial nativ unterstützt.

### Galerie

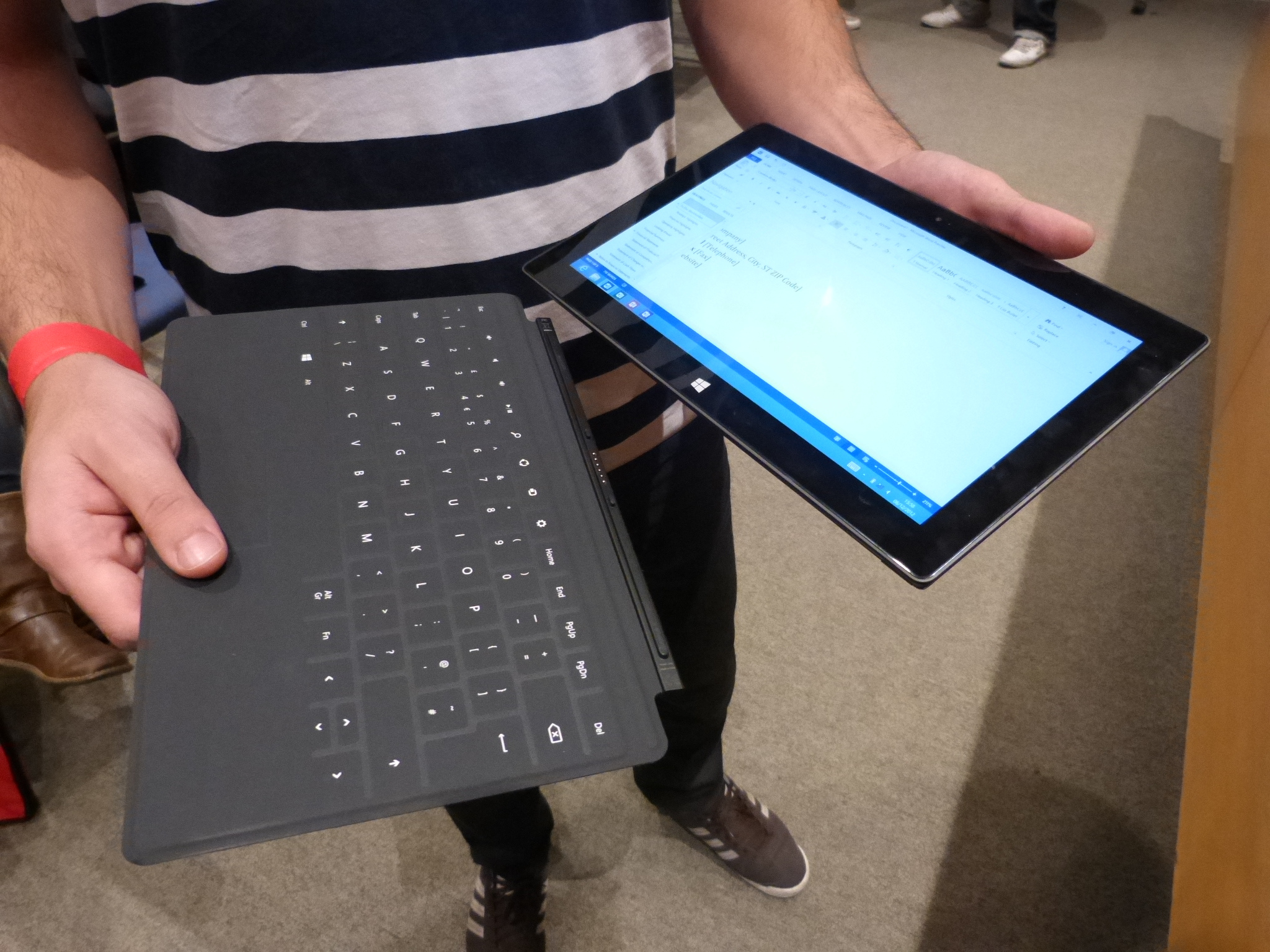
Ein Microsoft Surface Pro mit Touch Cover
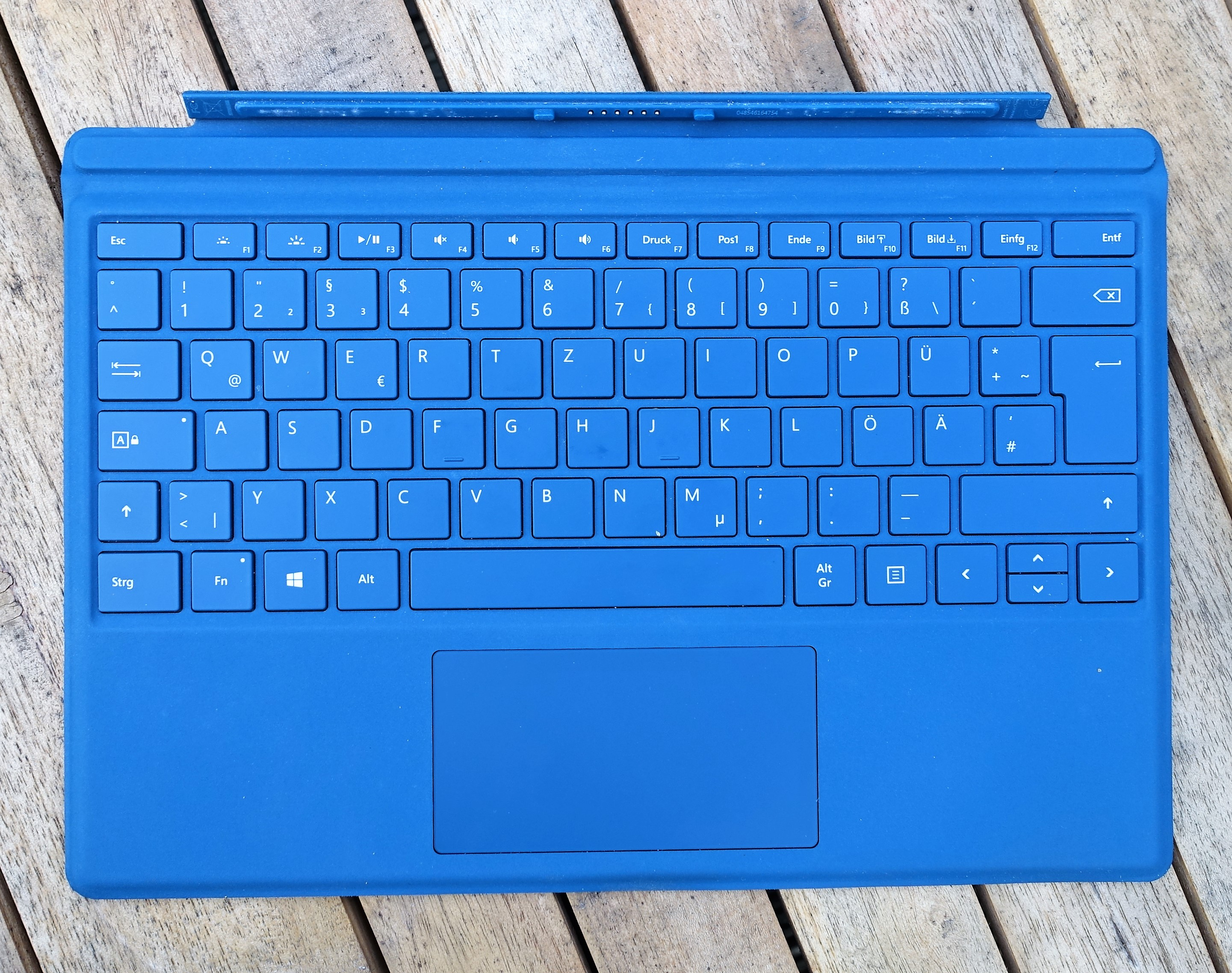
TypeCover 4 in Hellblau
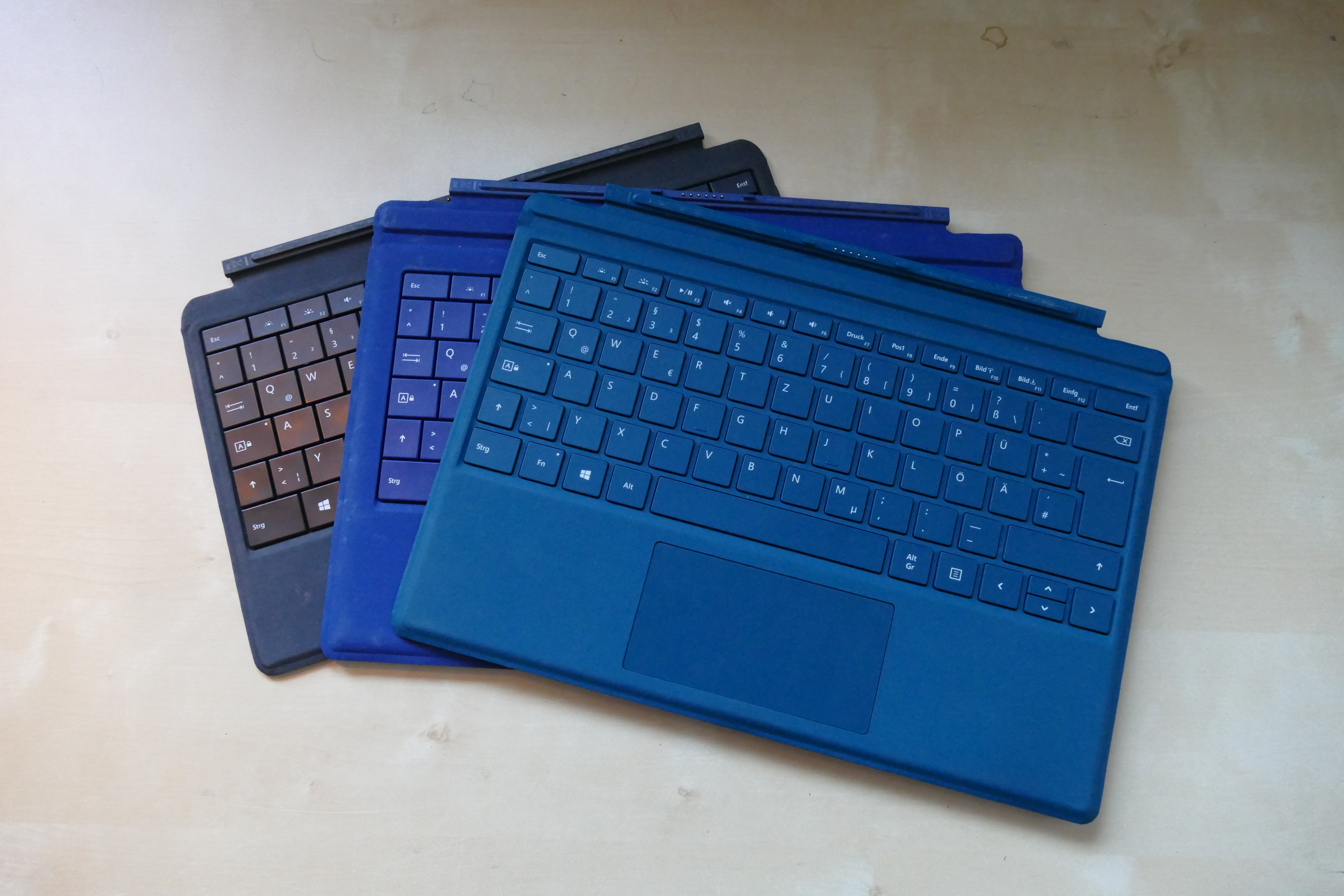
Type Cover 2, 3 und 4 (von links nach rechts)
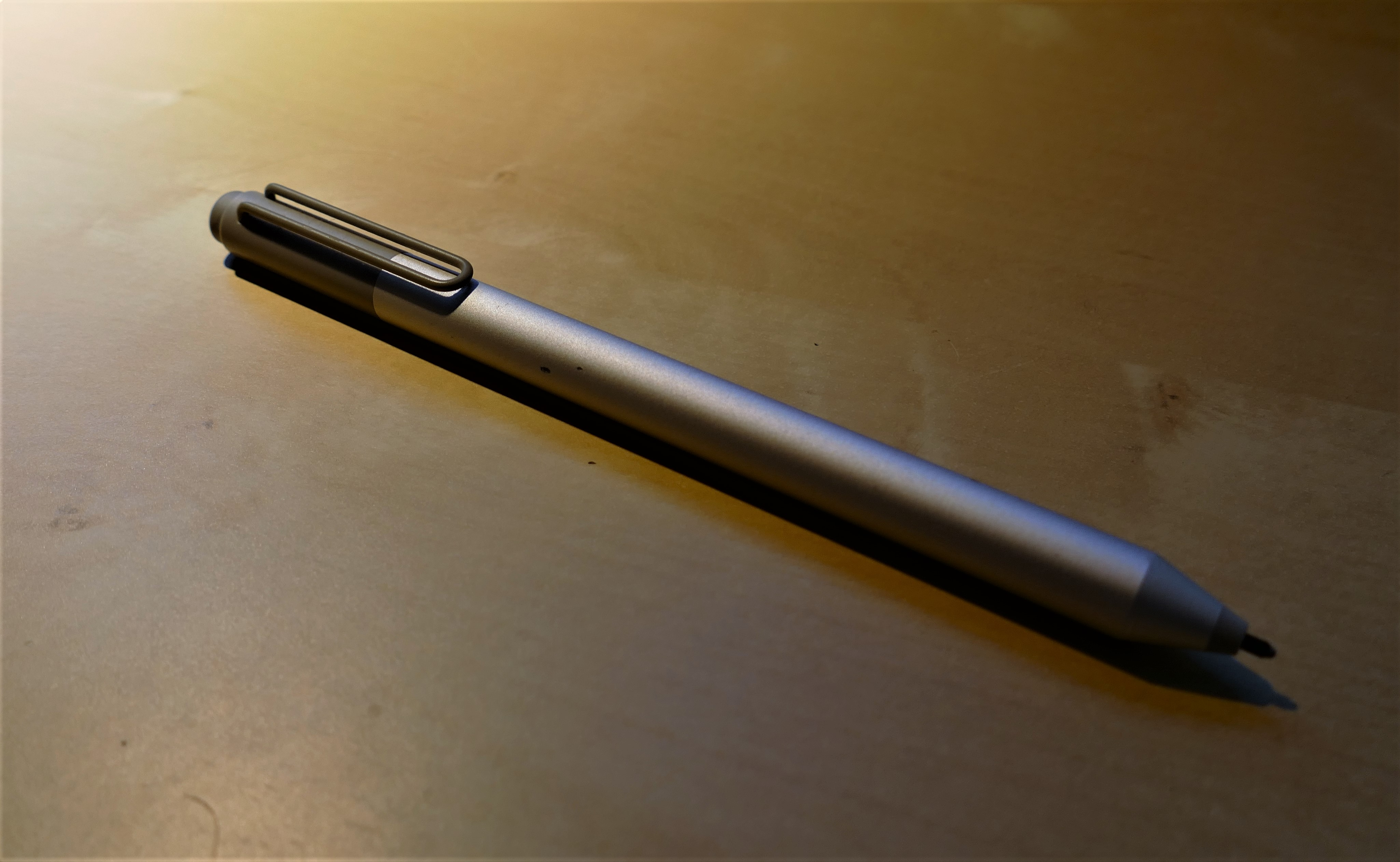
Der Surface Stift (4. Generation)
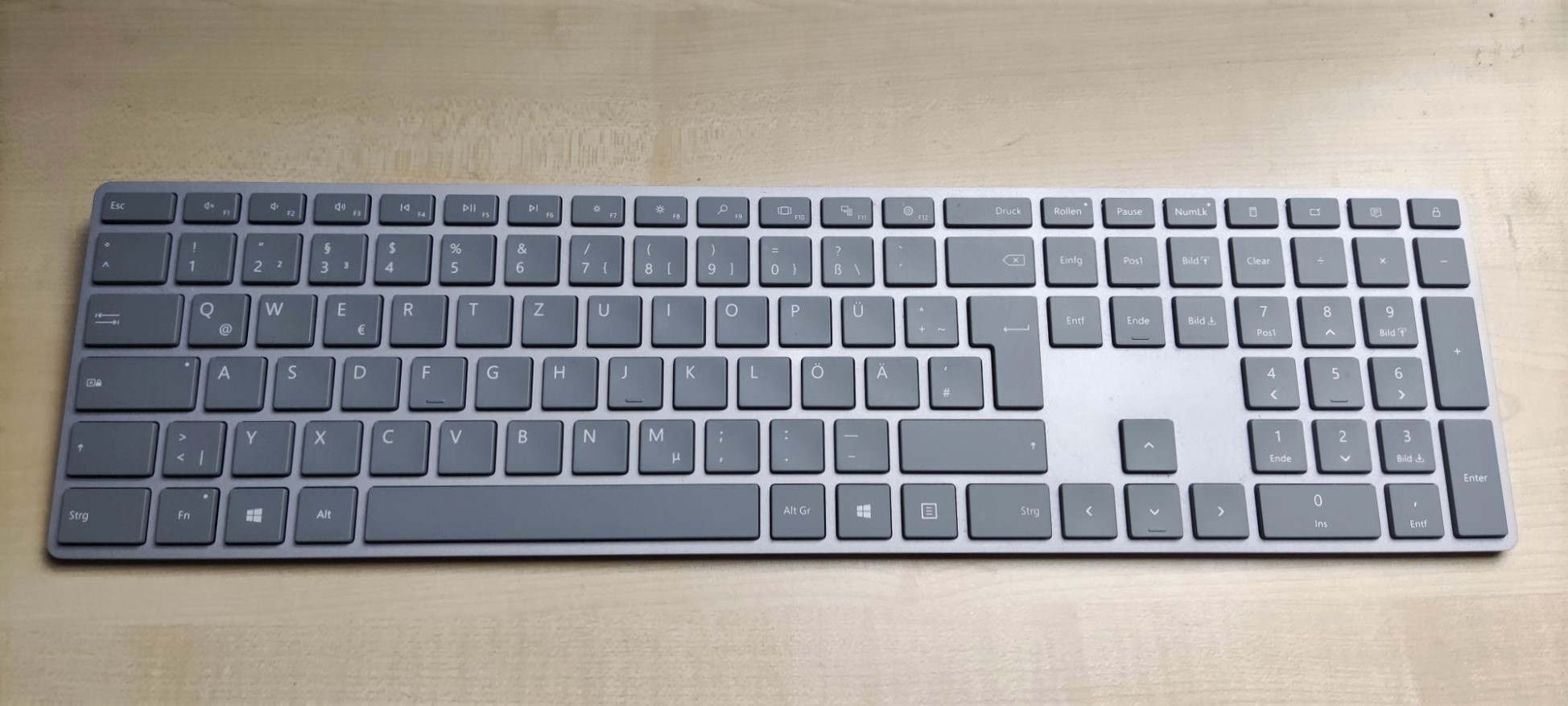
Surface Bluetooth Tastatur
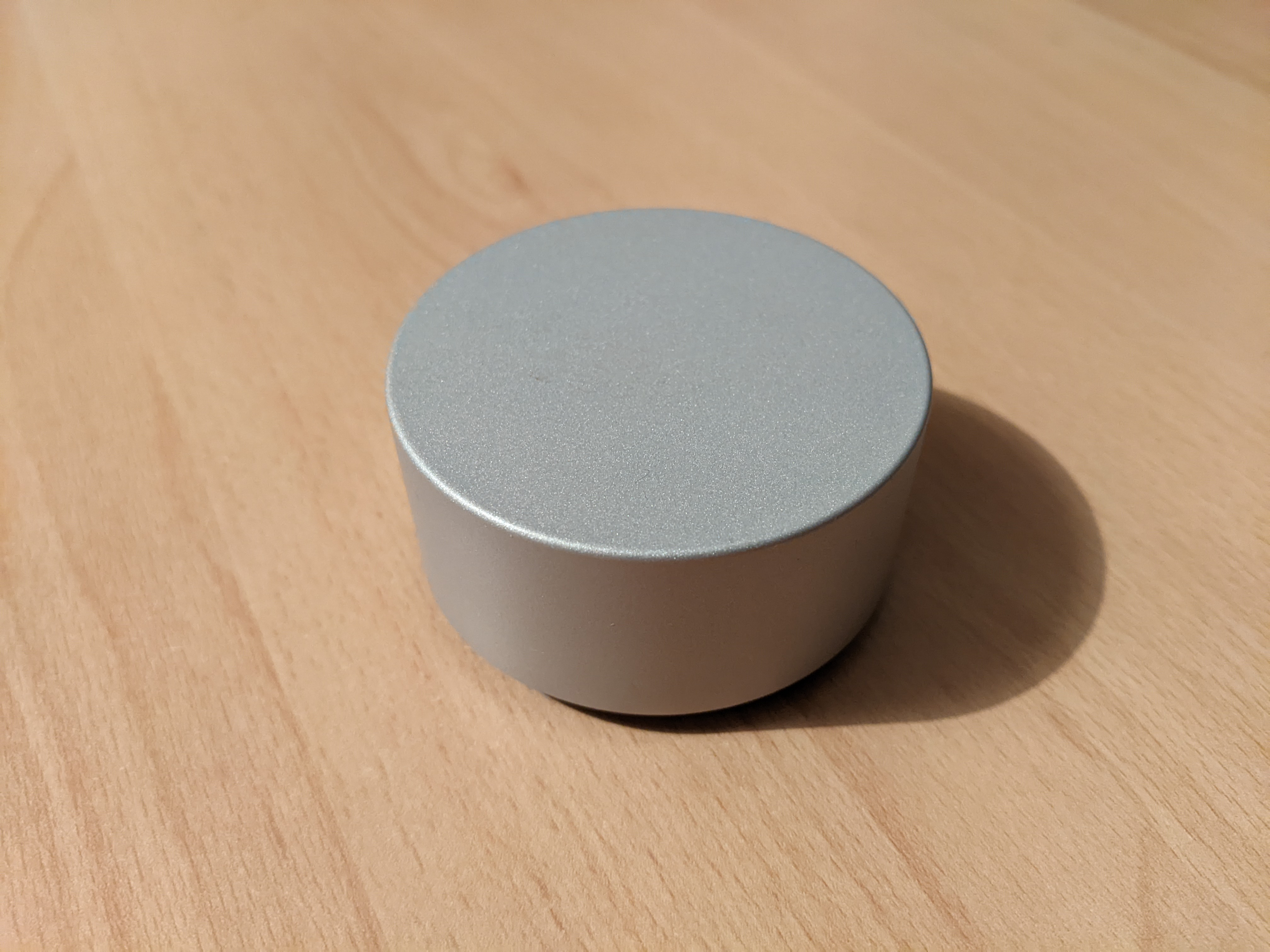
Surface Dial

## Markteinführung und Verfügbarkeit
Vor der Ankündigung eigener Tablets hatte Microsoft seit 2008 unter dem Namen Surface einen interaktiven Tisch im Angebot, der im Juni 2012 mit der Ankündigung jener in Microsoft PixelSense umbenannt wurde.
Microsoft kündigte die Verfügbarkeit der Windows-RT-Version der Surface-Tablets zum Verkaufsstart von Windows 8 an. Die Pro-Variante soll etwa drei Monate später auf den Markt kommen. Der Preis des Surface RT soll konkurrenzfähig mit dem anderer Tablets sein, der des Surface Pro mit dem von Ultrabooks. Anders als zunächst erwartet, kündigte Microsoft im Juli 2012 den Verkauf von Surface zusammen mit dem Online-Händler Amazon an. Ab dem 18. Juli 2012 waren Registrierungen für die Vorbestellung des Tablets möglich. Kurze Zeit später war die Vorbestellung nicht mehr möglich, als Grund nannte der Amazon-Kundenservice fehlende valide Angaben zum Liefertermin seitens des Herstellers.
Im September 2012 kündigte Microsoft außerdem an, dass jeder Mitarbeiter des Unternehmens ein Surface-Tablet kostenlos erhalten würde.
Am 26. Oktober 2012, dem Tag der öffentlichen Release von Windows 8, wurde auch das Surface RT veröffentlicht. Das Surface Pro erschien am 9. Februar 2013 in den USA und Kanada.
Seit 14. Februar 2013 ist das Surface RT in 13 weiteren Ländern erhältlich: Belgien, Dänemark, Finnland, Irland, Italien, Luxemburg, die Niederlande, Norwegen, Österreich, Portugal, Spanien, Schweden und Schweiz.
Seit dem 2. April 2013 ist das Surface Pro auch in China erhältlich.
Am 23. April 2013 gab Microsoft bekannt, dass das Surface Pro in Deutschland, Österreich, Schweiz, Australien, Belgien, Dänemark, Finnland, Frankreich, Irland, Italien, Luxemburg, Neuseeland, Niederlanden, Norwegen, Portugal, Spanien, Schweden und in Großbritannien noch vor Ende Mai verfügbar sein wird.
Das Surface Pro ist seit Ende Mai 2013 in Österreich, der Schweiz und Deutschland erhältlich.
Am 15. Juli 2013 gab Microsoft eine starke Preissenkung von rund 150 € für das Surface RT bekannt, nachdem sich das Tablet nur unzureichend verkauft hatte.
Das Surface 2 und Surface Pro 2 erschienen am 22. Oktober 2013 in Deutschland. Die Preise beginnen bei 429 € für das Surface 2 mit 32 GB Speicher und 879 € für das Surface Pro 2 mit 64 GB Speicher.
Das Surface Book erschien am 18. Februar 2016 in Deutschland. Die Preise liegen je nach Ausstattung zwischen 1.649 € mit Intel-Core-i5-Prozessor, Intel-HD-Grafik und dem Topmodell mit Intel-Core-i7-Prozessor, 16 GB RAM 2.919 €.

### Preise
|                   | Surface RT (1. Gen.) | Surface RT (1. Gen.) | Surface RT (1. Gen.) | Surface RT (1. Gen.) | Surface Pro (1. Gen.) | Surface Pro (1. Gen.) |
| ----------------- | -------------------- | -------------------- | -------------------- | -------------------- | --------------------- | --------------------- |
| Zubehör           | –                    | Touch Cover          | Touch Cover          | –                    | Surface Pen           | Surface Pen           |
| Speicher          | 32 GB                | 32 GB                | 64 GB                | 64 GB                | 64 GB                 | 128 GB                |
| Preis in € (UVP)  | 329 €                | 429 €                | 679 €                | 579 €                | 879 €                 | 979 €                 |
| Preis in $ (MSRP) | 349 $                | 449 $                | 549 $                | 449 $                | 899 $                 | 999 $                 |

### Verkaufszahlen
Nach Angaben der Finanznachrichtenagentur Bloomberg vom 15. März 2013 hat Microsoft seit Oktober 2012 weltweit insgesamt 1,1 Millionen Surface RT und seit Februar 2013 rund 400.000 Surface Pro verkauft. Im Juli 2013 musste Microsoft auf unverkaufte Surface-RT-Tablets einen Betrag von 900 Millionen US-Dollar abschreiben, in den folgenden neun Monaten weitere 300 Millionen US-Dollar.

## Kritik

### Erste Generation
Das Surface Pro erhielt durchwachsene Kritiken. So wurden das hochauflösende Display, das solide und hochqualitative Gehäuse und die Prozessorleistung gelobt. Auf der anderen Seite wurden das hohe Gewicht und die für ein Tablet geringe Akkulaufzeit bemängelt. Ein weiterer Kritikpunkt ist die Speicherkapazität. So fallen etwa 25–35 Gigabyte des internen Speichers auf das Betriebssystem, sodass bei der 128-GB-Variante dem Benutzer nur etwa 80–90 GB Speicherplatz zur Verfügung stehen. Negativ angemerkt wurde auch, dass das Surface Pro aufgrund seiner Bauweise kaum reparierbar ist. Auch ein Austausch des verklebten Akkus ist schwierig.
Die 1-Megapixel-Digitalkamera beim Surface RT hat nach Angaben der Stiftung Warentest eine zu geringe Auflösung, und die Bedienung ist sehr ungewöhnlich, da es keine Auslöseschaltfläche gibt. Ein Foto wird hier per Fingerzeig auf dem Bildschirm ausgelöst. Im Vergleich zu anderen Tablet-Systemen wird durch diese Funktion sonst der Fokus eingestellt.

### Zweite Generation
Die zweite Generation der Surface-Familie erhielt durchweg deutlich bessere Kritiken als deren Vorgänger. So überzeugen beim Surface 2 insbesondere die Mobilität, der hochauflösende und farbtreue Bildschirm sowie die intuitive Bedienung des Betriebssystems Windows 8.1. Auch der schnelle Prozessor fiel in den Tests positiv auf, ebenso wie das kostenlos enthaltene, vollständige Office-Paket, welchem nun auch Outlook beiliegt. Weiterhin hervorgehoben wurden die sehr gute Verarbeitungsqualität und die Qualität der verwendeten Materialien.